# Divisiones inferiores de Boca Juniors
Las divisiones inferiores del Club Atlético Boca Juniors están conformadas por la reserva, 4.ª división, 5.ª división, 6.ª división, 7.ª división, 8.ª división, 9.ª división y por las infantiles.
Algunos de los futbolistas más destacados de la historia del club nacieron futbolísticamente en la institución. Entre ellos se destacan Roberto Mouzo (futbolista con mayor cantidad de presencias en toda la historia «xeneize»), Ángel Clemente Rojas (más conocido como «Rojitas», considerado por muchas hinchas como el máximo ídolo de la historia del club) y los mediocampistas Antonio Rattín y Natalio Pescia quienes cuentan con la particularidad de ser dos de los escasos futbolistas que han permanecido toda su carrera en una sola institución en el fútbol argentino. Cabe mencionar también que el futbolista que mayores logros cosechó en la historia del equipo es Sebastián Battaglia, quien se formó como canterano y ostenta un total de 17 títulos profesionales. Según el sitio de información periodística CIES Football Observatory, Boca Juniors es el mayor formador de futbolistas profesionales en todo el mundo, formando 78 profesionales sobre 286 clubes analizados de 15 diferentes ligas de fútbol.
Algunos ejemplos de futbolistas surgidos de la cantera «xeneize» en los últimos 20 años son: Fernando Gago, Sebastián Battaglia, Aníbal Matellán, Clemente Rodríguez, Nicolás Burdisso, Carlos Tévez, Éver Banega, Nicolás Gaitán, Leandro Paredes, Willy Caballero, Nahuel Molina, Rodrigo Bentancur, entre otros.
Las inferiores del Club Atlético Boca Juniors aportaron un total de seis campeones del mundo, divididos en dos por campeonato mundial a la Selección de fútbol de Argentina.
Actualmente el coordinador de las Inferiores es Blas Giunta, quien asumió en reemplazo de Carlos Navarro Montoya, que estuvo a cargo desde enero de 2020 hasta septiembre de 2020, haciéndose a un costado por motivos personales.

## Historia

### Amateurismo

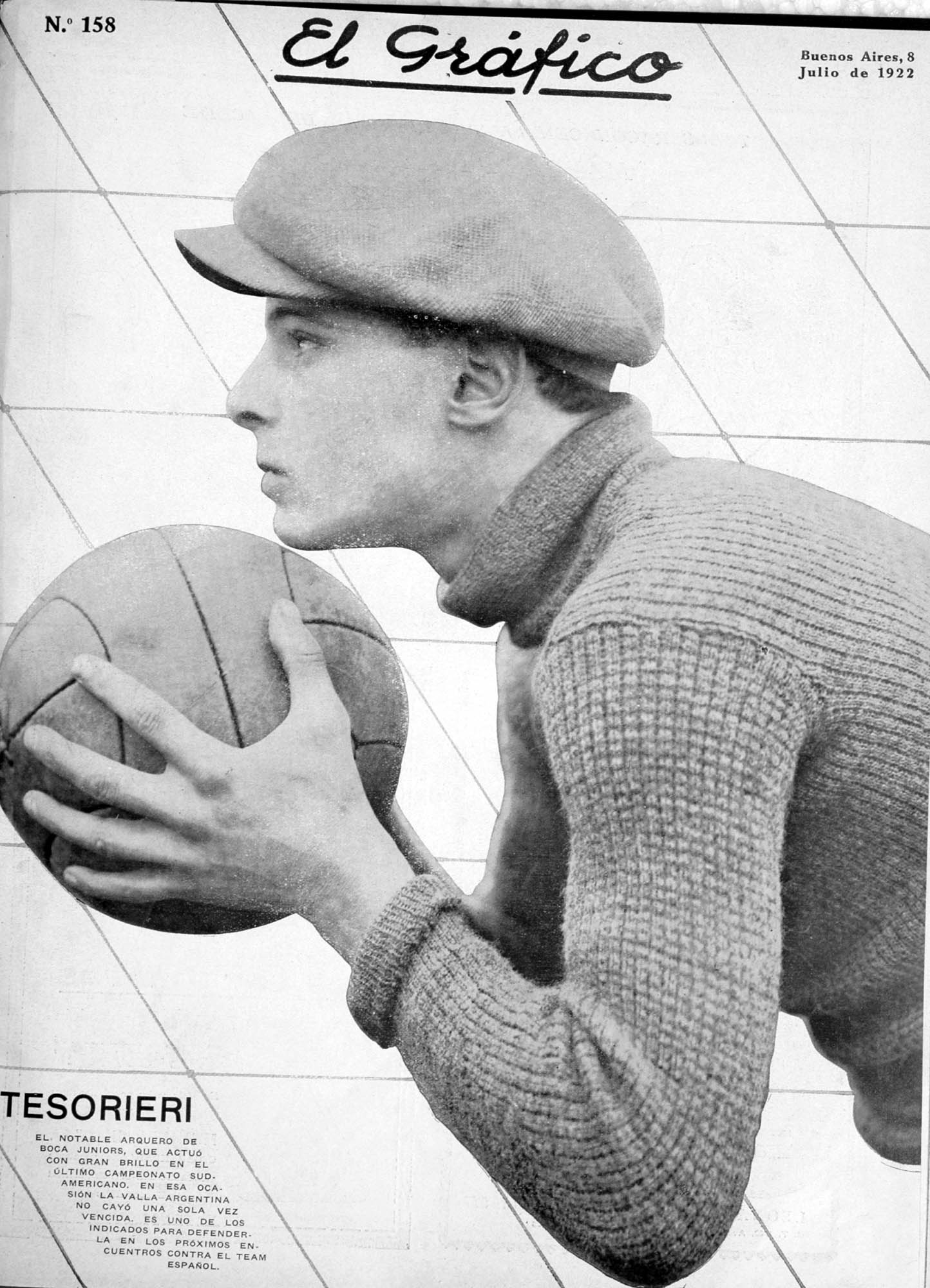
Producción de El Gráfico del año 1922 con el valor «xeneize» Américo Tesoriere como portada.

El fútbol base en el fútbol argentino existe aproximadamente desde que los clubes se empezaron a agrupar y a competir desde ellos, esto data desde comienzos del siglo XX, pudiendo decirse que las divisiones inferiores «xeneizes» existen desde la etapa denominada amateur, continuando hasta el profesionalismo que se extiende hasta la actualidad. 
Con el correr del tiempo se le fue dando mayor importancia a los frutos que cosechaban los clubes desde su misma cantera, a tal punto de que hoy en el fútbol mundial es un requisito indispensable en los funcionamientos de los clubes, destinándose a estos un gran presupuesto y atención.
Las mayores figuras de las divisiones inferiores «xeneizes» en el amateurismo fueron el arquero Américo Tesoriere, el delantero Pedro Calomino y el polifuncional Alfredo Garasini, estos jugadores son considerados de los primeros grandes ídolos del club.

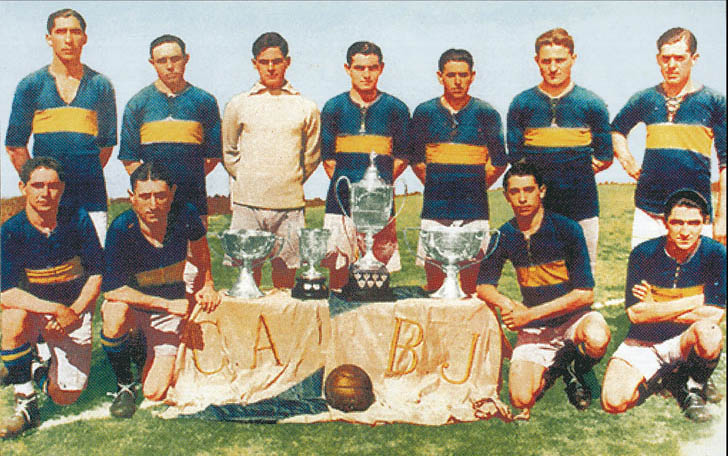
Equipo campeón en 1919, contaba con los canteranos Américo Tesoriere, Pedro Calomino y Alfredo Garasini.

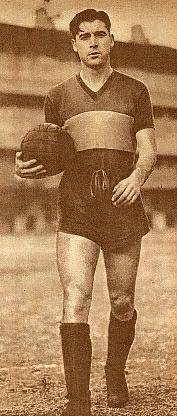
Ernesto Lazzatti, quien llegó muy jovencito desde Puerto Comercial y se terminó de formar en Boca Juniors. Destacó al ser campeón como jugador y DT.

Estos jugadores fueron los mayores artífices del éxito que cosechó la institución en la denominada época amateur del fútbol argentino, conquistando así torneos de la Primera División de Argentina, además de copas nacionales. Tesoriere integró el plantel que viajó a Europa con éxito en la denominada Gira europea de Boca Juniors en 1925. Un evento de vital importancia, que sirvió al fútbol argentino para mostrar sus talentos en el extranjero.
Además cabe destacar la gran actuación que brindo Tesoriere vistiendo la camiseta de la Selección Argentina, con la que conquistó la hoy llamada Copa América en sus ediciones de 1921 y 1924, ambas con la valla invicta.

### Década del 30
En la década del 30 surgen tres grandes nombres que harían historia: Ernesto Lazzatti, Antonio Alberino y José Marante. Los tres tendrían destacadas actuaciones y conseguirían un buen número de títulos con la entidad de la ribera. Cabe mencionar que en esta década el xeneize se consagraría campeón en los años 1931, 1934 y 1935.
El más destacado durante esta época fue Ernesto Lazzatti, quien fuera ídolo absoluto de la parcialidad xeneize y recibiera el apodo de "Pibe de Oro". Disputó un total de 379 partidos y marcó siete goles, además de ganar un total de diez títulos con el club, lo que en momento significó un récord absoluto. Se caracterizaba por su juego limpio y leal, de depurada técnica. Estuvo un total de 13 temporadas sin recibir amonestaciones ni expulsiones. Además fue el entrenador del equipo que conquistaría el Campeonato de Primera de 1954, tras diez años de sequía.

### Década del 40
Durante la década del 40, una de las más destacadas de la institución en cuanto a logros, se contó con el apoyo de muchos jóvenes talentos de la institución, algunos que llegaron a la primera en estos años y otros que ya contaban con cierta experiencia al haber debutado muchos años atrás (tales son los casos de Lazzatti y Marante. 
Las grandes apariciones que se hacen presente son Pio Corcuera, Natalio Pescia, y Mario Boyé. Los tres se catapultarían como grandes estrellas en la historia del club. Corcuera como un gran valor en el mediocampo, Pescia un estandarte todoterreno que disputaría la totalidad de su carrera en el equipo que lo vio nacer y Mario Boyé como uno de los más temibles goleadores de la década del 40 y que además de brillar en Boca también lo haría en Racing Club.
Los tres futbolistas alcanzarían la condición de ídolos, pero el más destacado de los tres fue Natalio Pescia, quien fue considerado por mucho tiempo el máximo ídolo de la institución, hasta la aparición posterior de figuras que fueron ocupando ese lugar. Pescia disputó la enorme cifra de 365 partidos con la camiseta xeneize, anotando cinco goles. Ganó un total de siete títulos y fue un habitúe de la Selección Argentina, logrando tres Copa América con la misma. Por su parte, Corcuera disputó 187 partidos, convirtió 97 goles y se consagró campeón un total de seis veces como xeneize. Mario Boyé convirtió 124 goles en 228 partidos y fue campeón un total de seis veces. Al igual que Natalio Pescia, Mario Boyé lograría consagrarse tres veces consecutivas con la Selección Argentina en las ediciones de Copa América de los años 1945, 1946 y 1947.

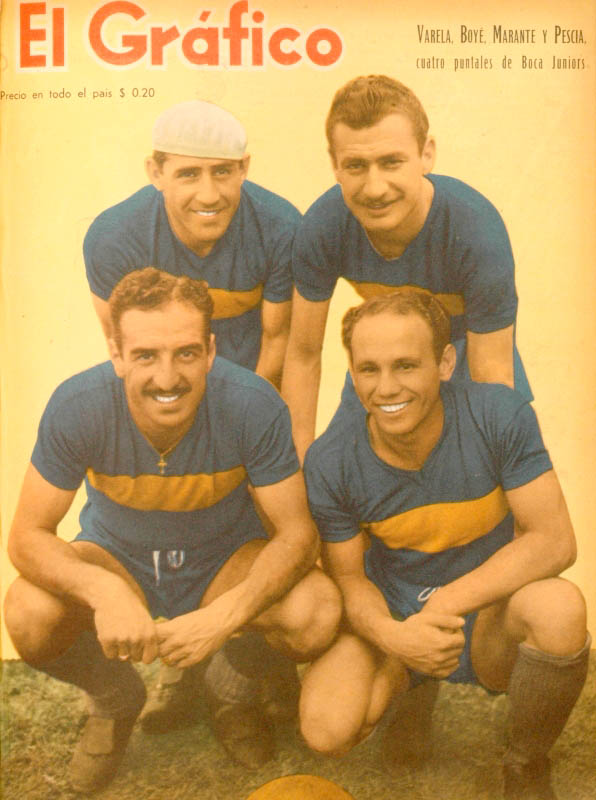
Severino Varela (uruguayo), Mario Boyé, José Marante y Natalio Pescia, los últimos tres son producto del fútbol base del club.

### Década del 50
La mayor aparición de la cantera xeneize durante esta década se produjo en el año 1956, debutando con la camiseta xeneize Antonio Rattín, ampliamente considerado como un ídolo del club, además de contar con la particularidad de uno de los únicos dos futbolistas profesionales que abarcaron la totalidad de sus carrera jugando en un solo equipo, este récord es compartido con Natalio Pescia. Rattin disputó un total de 382 partidos con la camiseta azul y oro. Ganó un total de cinco torneos y está considerado uno de los mejores número 5 de la historia del fútbol argentino. Llegó a ser capitán de la Selección Argentina en los Mundiales de 1962 y 1966.
En aquel 1956 debuta también Juan José "Yaya" Rodríguez, quien 101 partidos y marcara 38 goles. Sería recordado como un ídolo del club Racing Club por los éxitos internacionales de Copa Libertadores y Copa Intercontinental.

### Década del 60

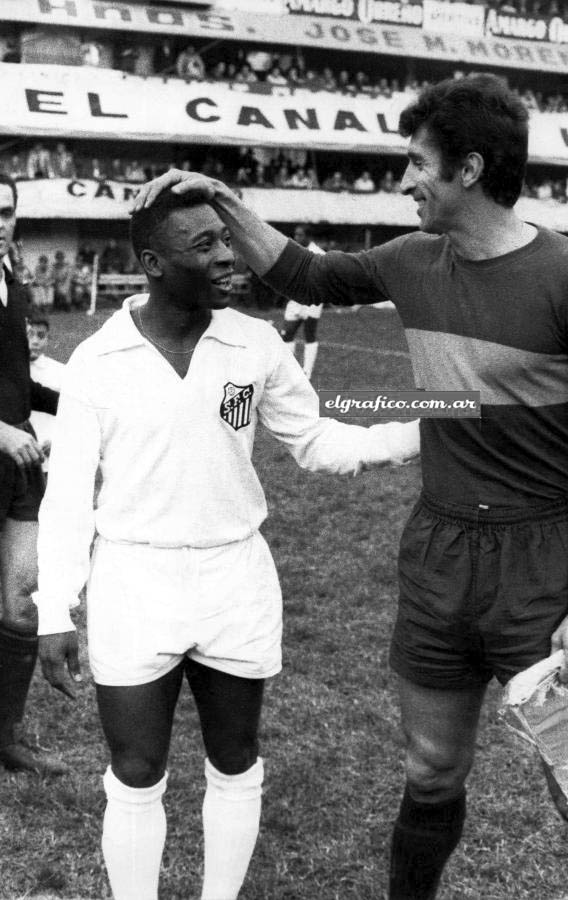
Antonio Rattín, capitán del equipo junto a Pelé en la final de la Copa Libertadores 1963

Grandes irrupciones se volvieron a dar, esta vez en la década del 60. Destacan nombres como "Rojitas" y Rubén Omar Sánchez. Siendo Rojas considerados uno de los ídolos más grande del club en toda su historia.
Rojas se caracterizaba por su habilidad, por su ingenio y picardía a la hora de gambetear. Su cintura quedó mitificada en la escena del fútbol argentino para la posteridad. Por su parte, Sánchez aguardó durante varios años una oportunidad en el arco, que tenía dueño, nada más y nada menos que Antonio Roma, pero cuando tuvo la oportunidad de sumar partidos lo hizo con creces y se ganó el puesto durante varios años. Sánchez es el arquero surgido de las inferiores del equipo que más presencias suma, disputando así un total de 219 partidos con la azul y oro. Otro futbolista destacado de la década de los 60 fue Omar Larrosa, un habilidoso delantero que se consagrara campeón con la institución, pero que también lo hiciera con los clubes Independiente y Huracán, siendo el mayor logro de su carrera el haberse consagrado campeón de la Copa Mundial de Fútbol de 1978, disputada en Argentina y ganada por la selección albiceleste. De esta manera, el Club Atlético Boca Juniors aportaría el primero de sus cuatro campeones del mundo al seleccionado nacional.
Probablemente la mayor irrupción de toda la década se produjo en Rubén José Suñé, conocido por su apodo "El Chapa", quien se convirtió en amo y señor del mediocampo durante una considerable cantidad de años y que pasó a la historia por haber sido el autor del único gol convertido en la única final disputada entre los equipos que conforman el denominado Superclásico del fútbol argentino. Además, el "Chapa" fue un aprote muy valioso al equipo en las conquistas internacionales de la Copa Libertadores en sus ediciones de 1977 y 1978, además de la primera gran conquista mundial del club, la Copa Intercontinental 1977, ganada en Alemania frente al Borussia Mönchengladbach.

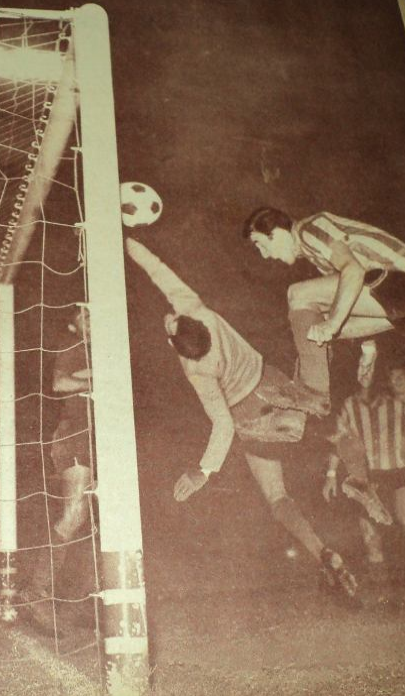
Rubén Omar Sánchez atajando un cabezazo imposible a Adolfo Bielli.

Otros nombres que aparecieron como destacado en esta época fueron Armando Ovide, destacado defensor central, quien disputaría 200 partidos en total, convertiría 5 goles y coleccionaría un total de cinco títulos con la institución. También es de destacar la aparición de Oscar Pianetti, delantero veloz y de peligrosas diagonales, de estilo perforador, ganó cuatro títulos y disputó 182 partidos, marcando 41 goles.
En 1966 hace su aparición el delantero italiano nacionalizado argentino Nicolás Novello, campeón de tres título y autor de 23 goles en 135 partidos. Al año siguiente, en 1967 se da la aparición de Miguel Nicolau, de posición marcador central, que se hizo presente en 142 partidos y convirtió 30 goles.
Es de destacar además el surgimiento e Rubén Omar Sánchez, de posición arquero, quien fuera un histórico suplente del legendario Antonio Roma. Tras esperar su chance, finalmente Sánchez se asentó en el arco, llegando a disputar un total de 219 partidos, cosechando tres títulos. Ostenta el récord de ser el arquero surgido de las inferiores de Boca con mayor cantidad de títulos, siendo así el más destacado guardameta que floreció del fútbol base xeneize.

### Década del 70
En la década del 70 surgen nombres de la talla de Alberto Tarantini (quien se consagrara campeón mundial con la Selección de Fútbol de Argentina en el año 1978), Marcelo Trobbiani (al igual que Tarantini, fue campeón, pero de la edición de 1986), Roberto Mouzo (mayor cantidad de presencias en el club), José Luis Tesare (formó parte, al igual que Mouzo, de los grandes logros internacionales del club a finales de esta década) y Osvaldo Rubén Potente (quien no tuvo la fortuna de consagrarse campeón con el «xeneize» pero que de igual manera se consagró como un ídolo para la afición por su temple, calidad futbolística, cantidad de goles convertidos y anotaciones hechas al máximo rival, River Plate). 

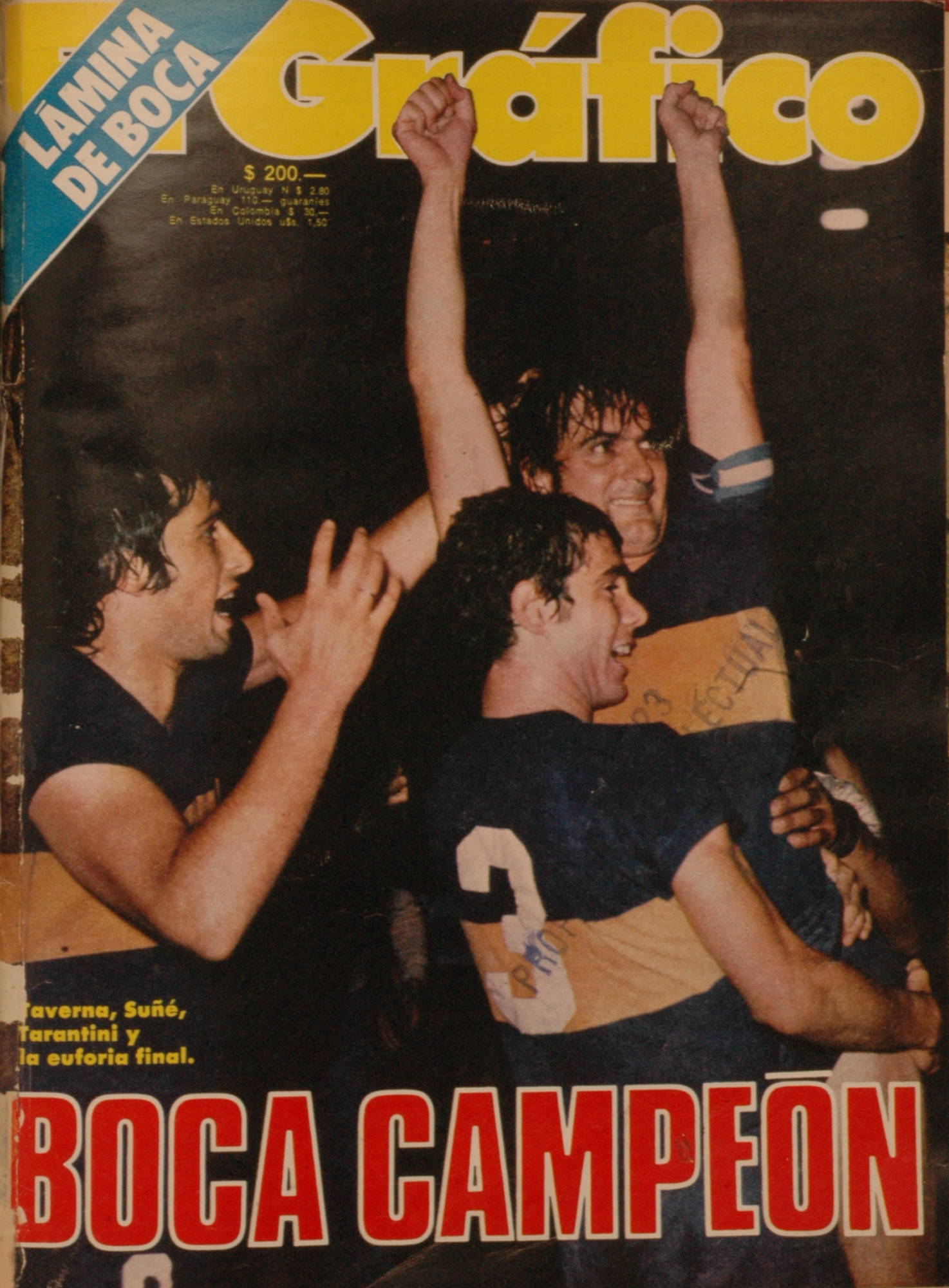
Alberto Tarantini y "Chapa" Suñé aparecen en la portada de El Gráfico celebrando la conquista del título obtenido en 1976.

Cabe mencionar también a jugadores como Enzo Ferrero, quien no tuvo una gran cantidad de partidos, ya que emigró con rapidez a la Primera División de España, en donde brilló en el Sporting de Gijón y es considerado el mayor ídolo en la historia de ese club. Un caso similar ocurre con Enrique Vidallé, un destacado portero surgido en Boca Juniors y que no tuvo muchas oportunidades, pero que emigró a Argentinos Juniors en donde fue campeón de la Copa Libertadores, así como de la Copa Intercontinental, siendo ampliamente considerado el mejor arquero de la historia de esa institución
Otros dos de los grandes futbolistas que surgieron en esta década fueron Hugo Perotti (padre del futbolista actual de la Roma, Diego Perotti, quien a su vez también es producto de la cantera boquense). Perotti en su faceta como futbolista fue un destacado wing con una habilidad que le permitía siempre el desequilibrio y Ricardo Gareca, quien hiciera una cantidad importante de goles y se convirtiera luego en internacional habitual de la Selección de Fútbol de Argentina por un tiempo. Perotti fue figura en el partido de vuelta de la final de la Copa Libertadores 1978, marcando dos goles frente al Deportivo Cali en un marcador que terminaría 4 a 0 a favor de Boca Juniors y que lo consagraría campeón por segunda vez de la máxima contienda del continente. Por su parte, Gareca no obtendría títulos y sería recordado como un traidor por la parcialidad xeneize al emigrar a River Plate unos años después.
También se dio en esta década la aparición profesional de los hermanos Alves. Hugo y Abel Alves. Abel, volante central de recorrido, conquistaría tres títulos, disputaría 140 partidos y marcaría 25 goles. Por su parte su hermano Hugo sólo conquistaría un título, disputaría 150 partidos y convertiría 3 goles. De posición lateral derecho, Alves sería mayormente recordado por formar parte del Copa Mundial de Fútbol Juvenil de 1979 disputado en Japón, que tuvo a Diego Maradona como máxima figura. Fue este mundial el primero de los seis campeonatos mundiales de categoría sub-20 que ganara Argentina.

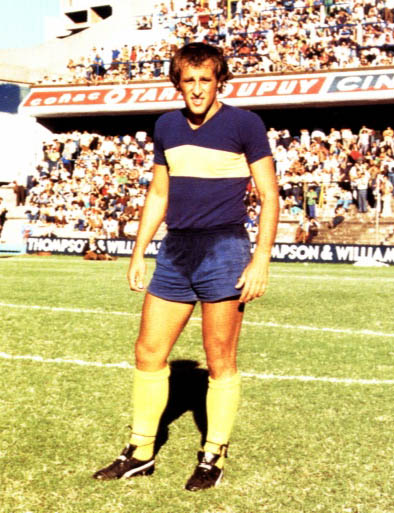
Roberto Mouzo, surgido de las inferiores de Boca. Mayor cantidad de presencias en la institución (426 partidos oficiales).

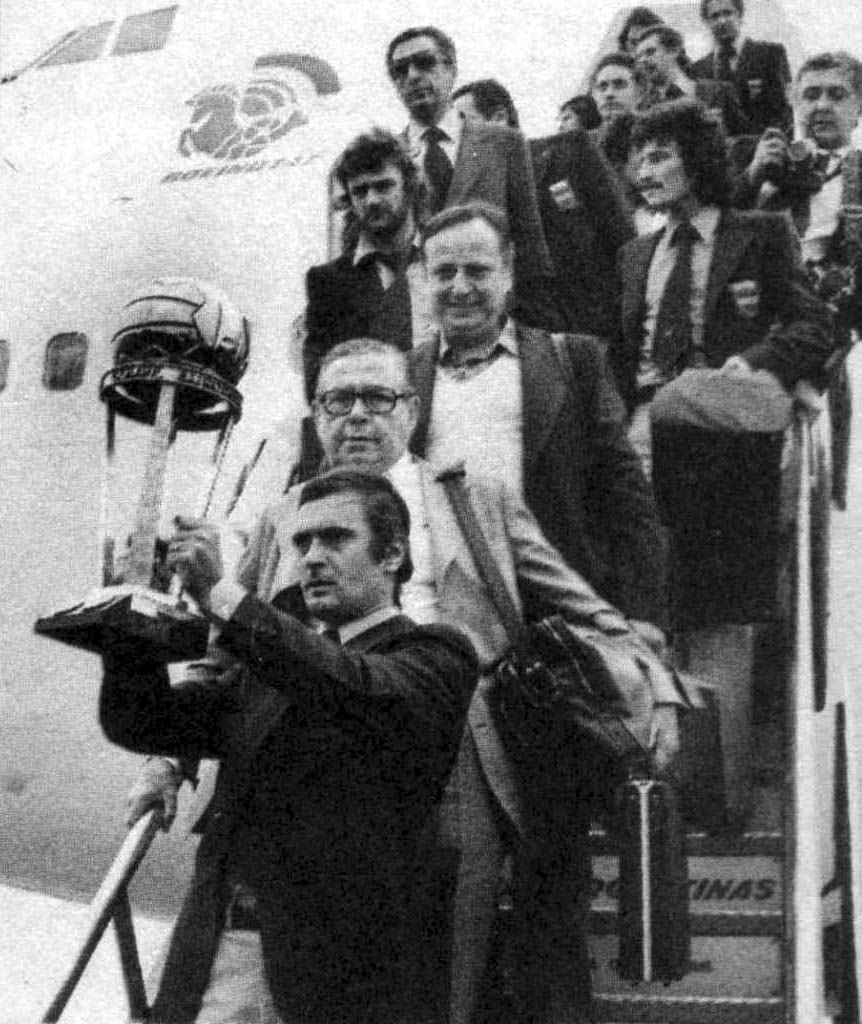
"Chapa" Suñé encabeza la llegada del plantel campeón de la Copa Intercontinental 1977 de regreso a Buenos Aires.

### Década de 1980
Durante la década de 1980 se produce la aparición de Oscar Ruggeri, producto de la cantera azul y oro, quien también se consagrara campeón del mundo con la Selección de Fútbol de Argentina en su edición de 1986, formando parte de todos partidos de la albiceleste. En Boca destacaría como un central de gran temple y enorme jerarquía, al igual que lo acontecido con Ricardo Gareca, sería recordado a la posteridad por la parcialidad xeneize como un traidor de la historia al emigrar a River Plate por una deuda económica mantenida con la institución. Otras buenas apariciones de la institución fueron el delantero Diego Latorre, el defensor "Chiche" Soñora, Walter Pico e Ivar Stafuza.
Latorre sería descubierto por el exjugador del club Mario Zanabria, de gran pasado y trayectoria, quien lo llevaría a la institución, en donde disputaría un total de 242 partidos, marcando 77 goles y siendo en su momento una de las apariciones más importantes del fútbol argentino, llegando a disputar partidos con la Selección Argentina, con la que se consagraría campeón de la Copa América 1991. Por su parte, Soñora disputaría 266 partidos, convirtiendo cinco goles y consagrándose campeón un total de cuatro veces con Boca Juniors. Walter Pico ganaría tres título, disputaría 196 partidos marcando un total de 26 goles

### Década de 1990
Tempranamente, la aparición del juvenil Claudio Benetti es de gran importancia, ya que le otorga el Apertura 1992 a la institución con su gol frente a San Martín de Tucumán, poniendo fin así a una sequía de 11 años.
Durante la década de 1990 los nombres más destacados de la institución son el lateral izquierdo Rodolfo Arruabarrena, apodado «El Vasco», el también defensor lateral Aníbal Matellán, Sebastián Battaglia y Nicolás Burdisso. Estos cuatro futbolistas serían protagonistas y partícipes de los mayores éxitos en la historia del club, en la década del 2000 de la mano del entrenador Carlos Bianchi.
Arruabarrena fue un cumplidor y férreo lateral que se desempeñó mayormente con temple y que se ganó a la afición «xeneize» al convertir dos goles en la final de la Copa Libertadores 2000 frente al Palmeiras de Brasil, un hito destacado para un jugador de su posición. Años más tarde, en su faceta como entrenador se consagraría campeón en dos oportunidades, dichos título serían el Campeonato de Primera de 2015 así como la Copa Argentina en su edición de 2015.

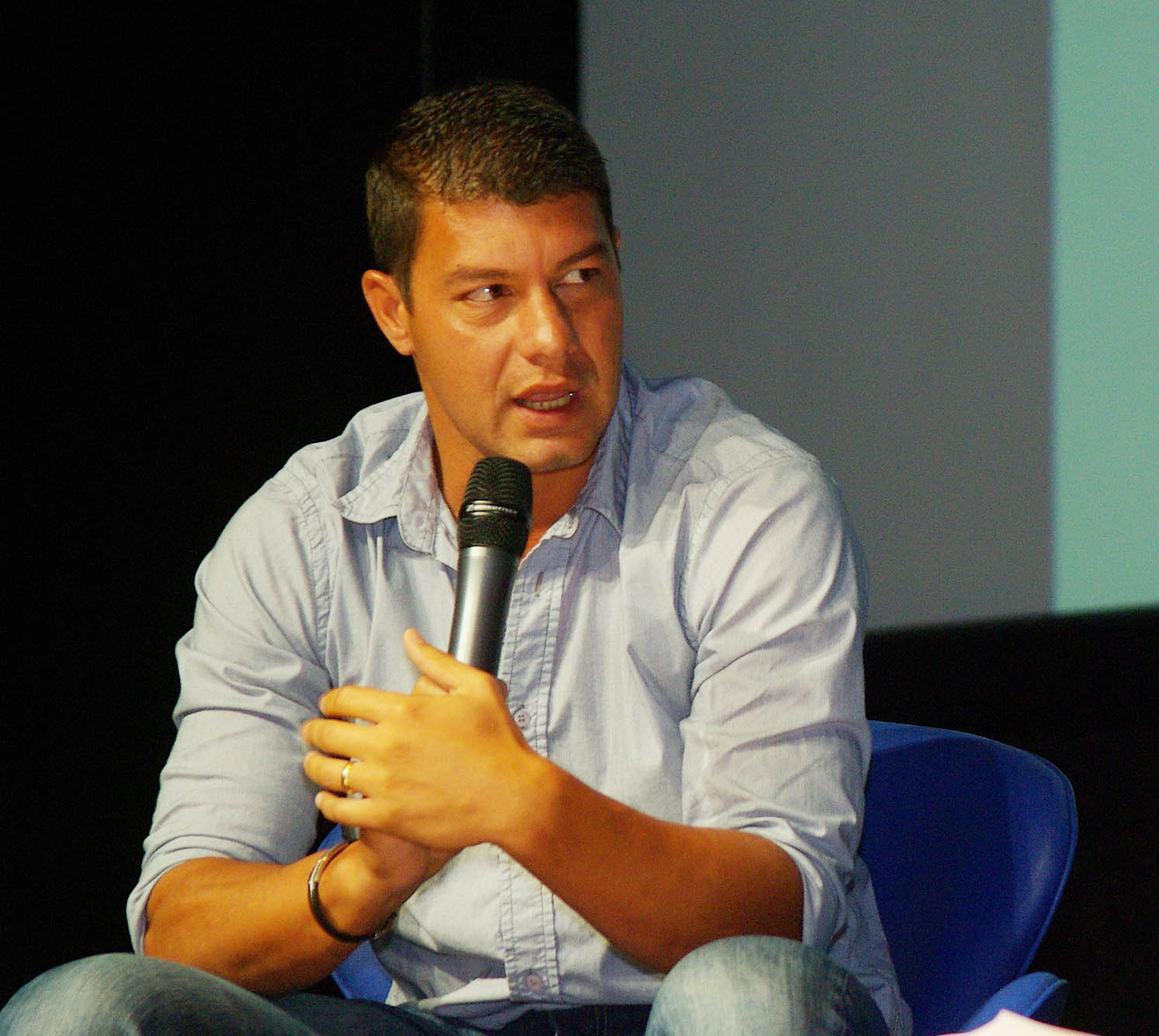
Sebastián Battaglia, debutante en 1998, surgido de las inferiores y máximo ganador de títulos en la historia del club (17).

Battaglia es actualmente el jugador que mayor cantidad de logros cosechó en la institución, con 17 títulos, en los que se destacan mayormente los torneos internacionales de Copa Intercontinental en sus ediciones 2000 y 2003, disputadas frente al Real Madrid español y el AC Milan italiano. Además de las conquistas del plano local al consagrarse campeón de la Copa Libertadores en sus ediciones de los años 2000, 2001, 2003 y 2007. Además cuenta con un total de 313 partidos, convirtiendo 24 goles.
Nicolás Burdisso fue el mariscal de la defensa que se consagrara campeona de la Copa Libertadores 2003. Haría una destacada carrera en Europa, particularmente en la Serie A de Italia, más precisamente en el Inter de Milán.
Por su parte, Aníbal Matellán destacó mayormente en su partido disputado frente al Real Madrid en la mencionada Copa Intercontinental 2000, probablemente el mayor logro «xeneize» en toda su historia. 
A finales de ésta década se da la aparición de dos juveniles que tuvieron destacada actuación en el fútbol mexicano y que supieron cumplir con la camiseta xeneize siendo recambio. Ellos son Christian Giménez y Alfredo David Moreno. Giménez disputaría un total de 87 partidos, convertiría 10 goles y sería campeón en cinco oportunidades. Destacaría particularmente en los clubes Pachuca y Cruz Azul. Por sus actuaciones es considerado uno de los mejores futbolistas en la historia del fútbol mexicano. Por su parte, Moreno es actualmente el futbolista argentino que más goles hizo en la historia de la Primera División de México.

### Década del 2000
Durante el transcurso del Apertura 2000, el juvenil Matías Arce se convirtió en héroe al convertir el tanto que le dio el campeonato frente a Estudiantes de La Plata.
Los futbolistas más destacados en la década del 2000, la más gloriosa del club en su historia (denominada "la década dorada") fueron Clemente Rodríguez, lateral izquierdo de gran proyección ofensiva, quien fue partícipe de muchos logros obtenidos en la década de oro y que permaneció en la institución durante una gran cantidad de años. En 2000, año del debut de Rodríguez, también hace su aparición José María Calvo, más conocido como "El Pampa", un lateral de rendimiento regular, mayormente cumplidor y que sirvió durante toda la década de oro al equipo al suplir las urgencias que iban surgiendo, conquistó un total de 15 títulos con la institución, buena parte de ellas desde el banco de suplentes. Durante el año 2000 surge un talentoso volante llamado Omar Pérez, quien sería recambio en el equipo, disputando un total de 63 partidos, marcaría 6 goles y conquistaría tres títulos. Haría buena trayectoria en el Independiente Santa Fe, considerado actualmente como uno de los máximos ídolos de la historia por esa afición.

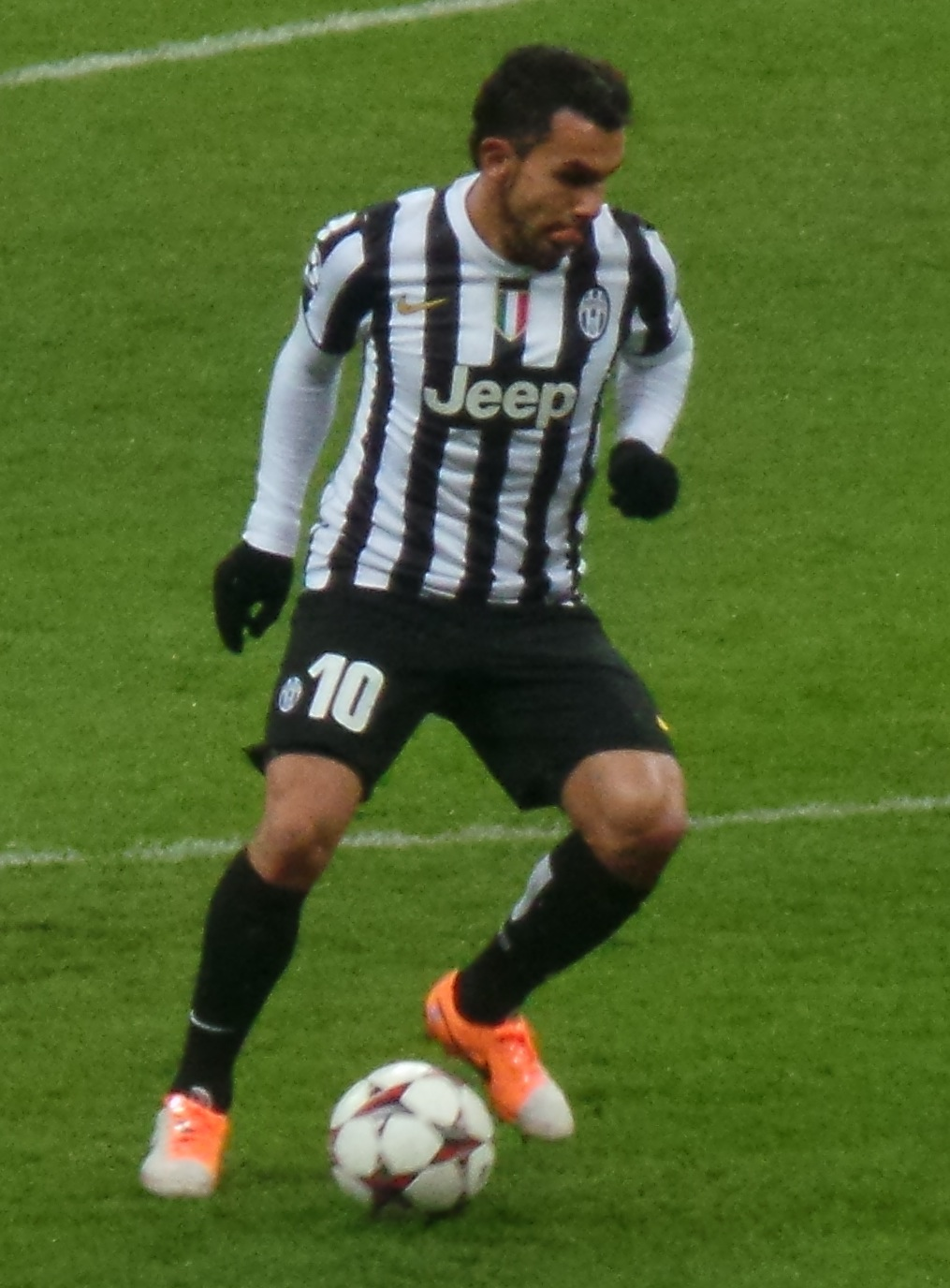
Carlos Tévez, debutante en 2001, jugador surgido de la cantera de Boca, símbolo del club.

Además se le sumó la aparición de Carlos Tévez, probablemente el juvenil más destacado en toda la década, quien fue la máxima figura xeneize de la Copa Libertadores 2003, y que rápidamente irrumpió como una figura no solo a nivel local, sino que luego lo hizo a nivel continental para luego pasar al fútbol europeo y brillar con creces. Destacó en clubes como Manchester United y Manchester City, siendo la Juventus de Turín su último club en el Viejo Continente, destacando en la Serie A también. Volvió a club a mediados de 2015 y se coronó campeón. Una gran particularidad fue el hecho de que en su vuelta se convocó a los hinchas del club, quienes colmaron La Bombonera sólo para recibirlo en su regreso al club. Lleva actualmente un total de nueve títulos ganados en la institución. 
Otra destacada aparición en esta década fue la de Matias Silvestre, quien se consagraría campeón un total de cinco veces con la institución, siendo parte importante del equipo. Disputó 83 partidos y marcó 6 goles.
En 2004 hace su aparición Fernando Gago, quien destaca casi de entrada y se gana un puesto de titular, siendo artífice de los grandes logros obtenidos por el equipo bajo la conducción de "Coco" Basile. Otras buenas apariciones fueron Pablo Ledesma y Neri Cardozo, quienes sirvieron durante una buena cantidad de años y también pudieron disfrutar de los logros obtenidos en la década dorada, siendo parte importante muchas veces de los mismos. 
También surgieron jugadores de notable categoría, tales como Ever Banega (campeón de la Copa Libertadores 2007, Lucas Pratto (a quien le faltaron oportunidades de demostrar su potencial), Mauro Boselli (quien fuera mucho tiempo suplente del ídolo Martín Palermo) y Nicolás Gaitán, campeón de la Recopa Sudamericana 2008 y del Torneo Apertura de ese mismo año. Banega mostró un gran rendimiento en la Copa Libertadores 2007 que ganaría Boca Juniors y rápidamente subiría su cotización, haciendo que muchos equipos de Europa se interesen en sus servicio. De esta manera fue vendido en 26 millones de dólares al Valencia CF siendo una cifra récord en el fútbol argentino. Por su parte, Lucas Pratto abandonó el club luego de ver que no contaría con muchas oportunidades, ya que delante de él se encontraba el goleador histórico del club, Martín Palermo y Mauro Boselli, quien estaba llamado a ser su sucesor.
Otro centro delantero destacado que vio la luz durante esta década es Lucas Viatri, quien disputó 133 partidos con la institución y convirtió 31 goles, además de consagrarse campeón un total de cuatro oportunidades. 
En el caso de Nicolás Gaitán, quien debutó en el año 2008, logró tener rápidamente grandes actuaciones, lo que, sumado a su juventud, lo llevaron a fichar por el Benfica de Portugal prematuramente, club en el cual permanecería muchos años y se convertiría en auténtico ídolo del mismo, cosechando una gran cantidad de títulos.

### Década del 2010

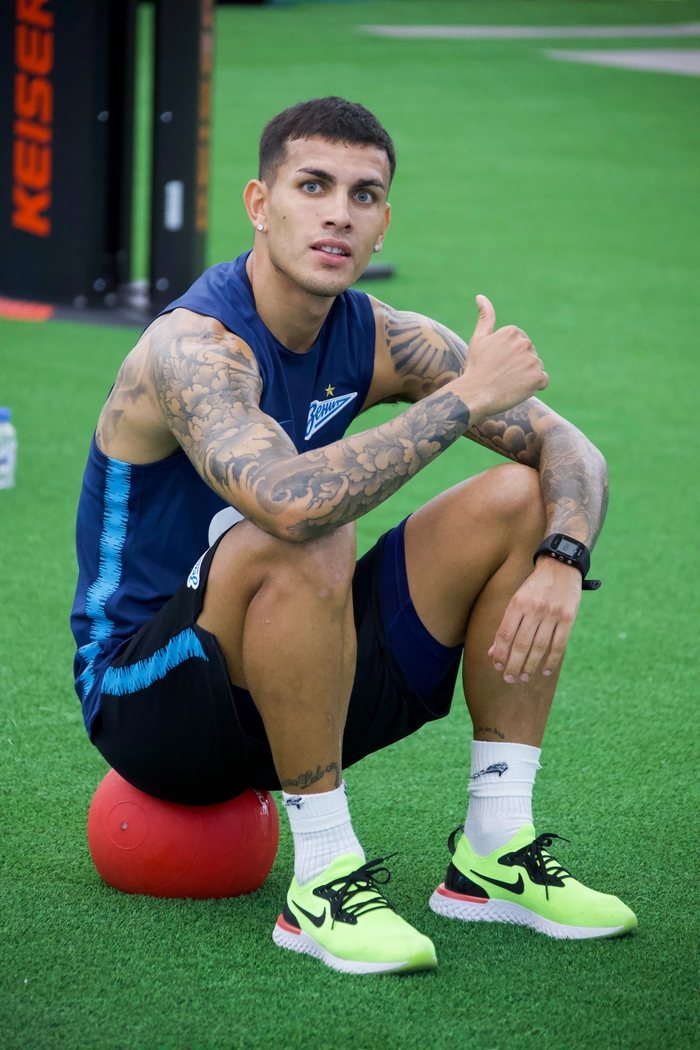
Leandro Paredes, debutante en 2010, la mayor promesa de Boca en la década, campeón de la Copa Mundial de Fútbol de 2022.

En la decida del 2010 destaca mayormente las apariciones de Leandro Paredes, quien había sido señalado durante varios años como la máxima promesa en las inferiores del club (y también llamado a ser el heredero de Juan Román Riquelme), tuvo la oportunidad de debutar y se coronó campeón de la Primera División de Argentina y de la Copa Argentina, todo esto bajo la conducción de Julio César Falcioni, quien era el DT en aquel entonces. En 2014 sería cedido al A. C. Chievo Verona para destacar en la Serie A y un año después a la Associazione Sportiva Roma quien lo terminaría fichando por 4,5 millones de euros.
También destaca la aparición del juvenil uruguayo Rodrigo Bentancur, quien se coronó campeón de la Primera División de Argentina y de la Copa Argentina en sus ediciones de 2015 bajo la conducción del Vasco Arruabarrena, así como el Campeonato de Primera División de 2017-18, siendo transferido a la Juventus de Turín en 2017 por un total de casi diez millones de euros, siendo una de las ventas más destacadas de la historia del club

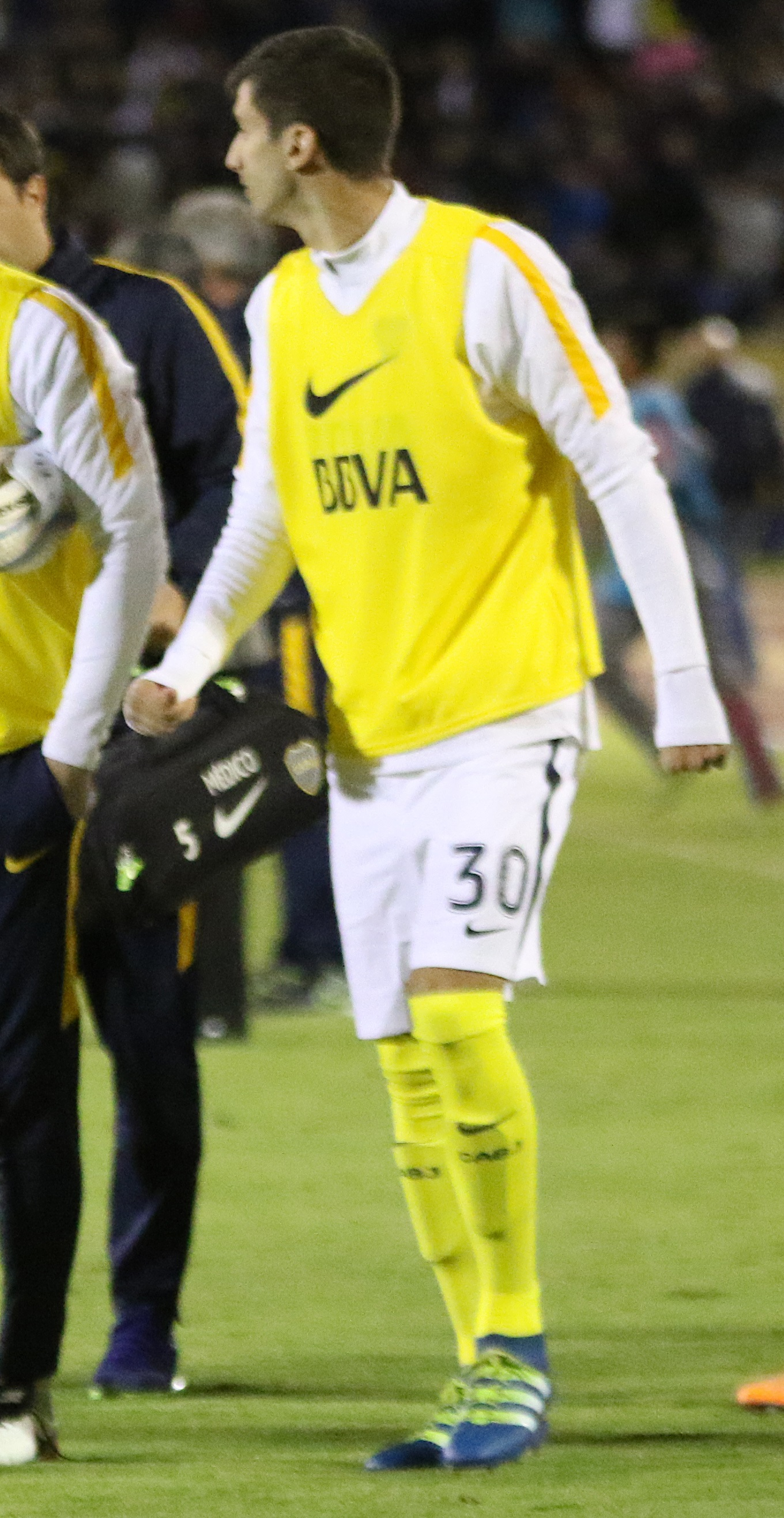
Rodrigo Bentancur, debutante en 2015, una de las joyas modernas de la cantera.

En esta década se produjeron además dos grandes ventas de dos juveniles que no habían tenido muchas oportunidades en la primera. Tal así fue el caso de Leonardo Balerdi, central de llamativa técnica que formaba parte de los seleccionados juveniles argentinos y que fue vendido al Borussia Dortmund en 16 millones de Euros. Un caso similar se produjo con Facundo Colidio, centrodelantero que emigró sin debutar en el primer equipo, siendo transferido Inter de Milán por casi 10 millones de euros.
En 2019 debuta en primera división el volante pampeano Nicolás Capaldo, quien mostraría buenos rendimientos y se ganaría un lugar rápidamente. Con el conjunto xeneize se consagró de la Supercopa Argentina en su edición de 2019, así como también de la Superliga 2019-20. Con la Selección Argentina Sub-23 conquistó el Preolímpico Sudamericano de 2019. El juvenil fue vendido en el año 2021 al Red Bull Salzburgo.

### Década del 2020
A comienzos de 2020 se obtiene el campeonato de Primera División con canteranos en gran nivel, como Carlos Tévez y Pol Fernández. Un mes antes se produjo el debut del juvenil Gastón Ávila, de la mano de Miguel Ángel Russo. Este fue prestado a Rosario Central y más tarde vendido al Royal Antwerp Football Club de Bélgica.
Luego de la pandemia del COVID, se suspende el torneo local a jugarse y en su lugar se crea la Copa de la Liga Profesional, la cual consagraría campeón a Boca Juniors con canteranos en buen nivel como Nicolás Capaldo, Agustín Obando y Alan Varela. Además en este certamen se dio el debut de Exequiel Zeballos, considerado una de las mayores promesas de la cantera.
Durante la Copa de la Liga Profesional 2021 hizo su debut "Equi" Fernández, considerado un gran proyecto de mediocampista central. A su vez, en el transcurso de la Copa Libertadores 2021 hizo su debut el lateral izquierdo Agustín Sández, quien luego de unos meses se asentó en la titularidad del equipo. También debutó otro lateral izquierdo, Valentín Barco, esta vez por la Liga Profesional. Barco es considerado una de las grandes promesas de laterales de la Argentina y cuenta con pasado en selecciones juveniles. Otros debuts que se dieron en este torneo fueron los de Aaron Molinas y Rodrigo Montes, quienes tuvieron continuidad. 

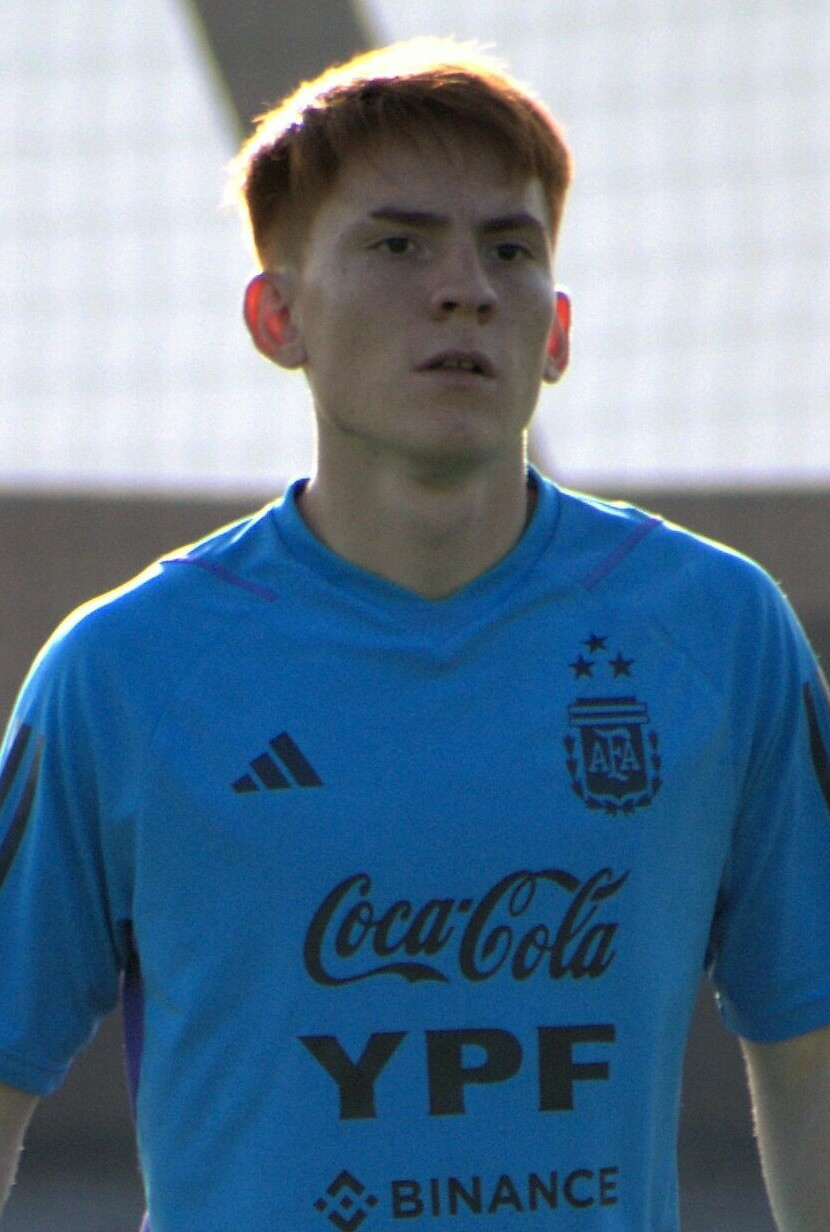
Valentín Barco, debutante en 2021 con 16 años.

En 2021, luego de los incidentes que se produjeron en la serie de octavos de final de Copa Libertadores frente a Atlético Mineiro, el plantel de primera división se vio obligado a realizar una cuarentena luego de su viaje a Brasil, por lo que se debió afrontar los encuentros frente a Banfield y San Lorenzo respectivamente, con una nómina conformada en su totalidad por juveniles de las divisiones inferiores. Dichos encuentros arrojaron un inesperado y positivo empate frente a Banfield y una derrota como local frente a San Lorenzo. Esto produjo un hito histórico y fue considerado una proeza de las divisiones juveniles del club, siendo algo que se repetiría a lo largo de 2021. En esos partidos debutaron los juveniles Valentín Barco, Agustín Lastra, Eros Mancuso, Balthazar Bernardi, Gabriel Aranda, Rodrigo Montes, Gabriel Vega,Vicente Taborda, Erik Bodencer, Lucas Palma y Juan Pablo Cabaña.
A principios de 2022, el DT de turno Sebastián Battaglia, promovió a Vicente Taborda, Gabriel Vega, Ezequiel Fernández y Gabriel Aranda al equipo principal. Estos pasarían a formar parte de la segunda tanda de juveniles ascendidos a primera, conformadas por Exequiel Zeballos, Aaron Molinas, Luis Vázquez, Alan Varela, Agustín Sández, entre otros, ascendidos en 2021. En la segunda etapa del mismo año, se produjeron los debuts de Luca Langoni, Gonzalo Morales, Maximiliano Zalazar y Simón Rivero.
En 2023, se produjeron dos ascensos al plantel profesional por parte de Jorge Almirón, estos fueron los de Aaron Anselmino y Jabes Saralegui. Sin embargo, el juvenil más destacado de ese año fue Valentín Barco, quien con 16 años ya había debutado frente a San Lorenzo en 2021. Barco se afianzó como titular después del receso invernal de la temporada 2023 del Club Atlético Boca Juniors, disputando la Copa Libertadores 2023 en su totalidad. En ese año también se produjeron las ventas de Alan Varela al F. C. Oporto y Luis Vázquez al R. S. C. Anderlecht.

## Estadística de jugadores formados en las divisiones inferiores

### Ganadores de la Copa Mundial de Fútbol
El Club Atlético Boca Juniors aportó un total de seis futbolistas formados en su institución base a la Selección Argentina que se consagrarían campeones de la Copa Mundial de Fútbol. Estos son:
| Jugador           | Mundial        |
| ----------------- | -------------- |
| Alberto Tarantini | Argentina 1978 |
| Omar Larrosa      | Argentina 1978 |
| Oscar Ruggeri     | México 1986    |
| Marcelo Trobbiani | México 1986    |
| Leandro Paredes   | Catar 2022     |
| Nahuel Molina     | Catar 2022     |

Alberto Tarantini

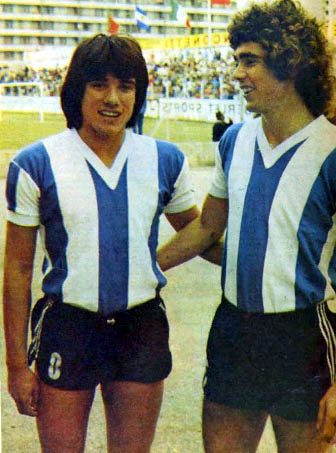
Marcelo Trobbiani a la izquierda, campeón en 1986 y Alberto Tarantini a la derecha, campeón en 1978.

Integraría el plantel que consiguió la primera Copa del Mundo, en el Mundial de 1978 jugado en Argentina, siendo una pieza clave del equipo, disputando la totalidad de encuentros (siete) y donde además convirtió uno de los goles del partido que Argentina le ganó por un marcador de 6 a 0 a Perú.
| Mundial                        | Sede      | Resultado | Partidos | Goles |
| ------------------------------ | --------- | --------- | -------- | ----- |
| Copa Mundial de Fútbol de 1978 | Argentina | Campeón   | 7        | 1     |

Omar Larrosa
Fue moneda de cambio habitual en el conjunto nacional. En la final de este torneo, ingresó a los 65 minutos, cuando la Argentina vencía 1-0 a Holanda, pero su equipo no pudo mantener ese resultado y, a los 82 minutos, los holandeses lograron el empate. El partido llegó a tiempo extra, donde, finalmente, la Argentina venció por 3-1, consagrándose campeona del mundo por primera vez en su historia.
| Mundial                        | Sede      | Resultado | Partidos | Goles |
| ------------------------------ | --------- | --------- | -------- | ----- |
| Copa Mundial de Fútbol de 1978 | Argentina | Campeón   | 2        | 0     |

Oscar Ruggeri
Fue una de las grandes figuras del conjunto argentino, marcó un gol de cabeza en el partido debut frente a Corea del Sur, partido en el que su equipo ganó por 3-1. Mostró un nivel sólido y disputó los siete partidos del torneo
| Mundial                        | Sede   | Resultado | PJ | Goles |
| ------------------------------ | ------ | --------- | -- | ----- |
| Copa Mundial de Fútbol de 1986 | México | Campeón   | 7  | 1     |

Marcelo Trobbiani
Disputó únicamente un pequeño tramo de la final mundial frente a Alemania.
| Mundial                        | Sede   | Resultado | PJ | Goles |
| ------------------------------ | ------ | --------- | -- | ----- |
| Copa Mundial de Fútbol de 1986 | México | Campeón   | 1  | 0     |

Leandro Paredes
Disputó un total de cinco partidos en total, destacando por haber marcado sus goles desde el punto de penal en cuartos de final frente a Países Bajos y ante Francia en la tanda de penales de la final de la copa mundial que le otorgó el título al seleccionado de campeón del mundo.
| Mundial                        | Sede  | Resultado | PJ | Goles |
| ------------------------------ | ----- | --------- | -- | ----- |
| Copa Mundial de Fútbol de 2022 | Catar | Campeón   | 5  | 0     |

Nahuel Molina
Disputó los siete partidos de Argentina en la Copa del Mundo afianzado como lateral titular del seleccionado y destacando por haber marcado un gol en cuartos de final contra Países Bajos.
| Mundial                        | Sede  | Resultado | PJ | Goles |
| ------------------------------ | ----- | --------- | -- | ----- |
| Copa Mundial de Fútbol de 2022 | Catar | Campeón   | 7  | 1     |

### Participantes de la Copa Mundial de Futbol
Son 18 los jugadores formados en las divisiones inferiores de Boca Juniors que participaron en la Copa Mundial de Fútbol.
| N.º  | Jugador            | Selección | Mundial                                 |
| ---- | ------------------ | --------- | --------------------------------------- |
| 1.º  | Mario Evaristo     | Argentina | Uruguay 1930                            |
| 2.º  | Antonio Rattín     | Argentina | Chile 1962 y Inglaterra 1966            |
| 3.º  | Omar Larrosa       | Argentina | Argentina 1978                          |
| 4.º  | Alberto Tarantini  | Argentina | Argentina 1978 y España 1982            |
| 5.º  | Marcelo Trobbiani  | Argentina | México 1986                             |
| 6.º  | Oscar Ruggeri      | Argentina | México 1986, Italia 1990 y EE. UU. 1994 |
| 7.º  | Sergio Berti       | Argentina | Francia 1998                            |
| 8.º  | Fabricio Coloccini | Argentina | Alemania 2006                           |
| 11.º | Clemente Rodríguez | Argentina | Sudáfrica 2010                          |
| 9.º  | Carlos Tévez       | Argentina | Alemania 2006 y Sudáfrica 2010          |
| 10.º | Nicolás Burdisso   | Argentina | Alemania 2006 y Sudáfrica 2010          |
| 12.º | Fernando Gago      | Argentina | Brasil 2014                             |
| 13.º | Ricky Álvarez      | Argentina | Brasil 2014                             |
| 14.º | Rodrigo Bentancur  | Uruguay   | Rusia 2018 y Catar 2022                 |
| 15.º | Éver Banega        | Argentina | Rusia 2018                              |
| 16.º | Wilfredo Caballero | Argentina | Rusia 2018                              |
| 17.º | Nahuel Molina      | Argentina | Catar 2022                              |
| 18.º | Leandro Paredes    | Argentina | Catar 2022                              |

En negrita los jugadores que se consagraron campeón con la selección nacional.

### Ganadores de Competencias Internacionales
En Boca Juniors han militado futbolistas que vistieron la camiseta de la Selección de fútbol de Argentina. También han surgidos muchos jugadores que a la larga serían importantes para la Selección al conseguir títulos como la Copa del Mundo, la Copa América, los Juegos Olímpicos, la Copa Mundial de Fútbol Sub-20 y los Juegos Panamericanos.
Campeones de la Copa América
Son 15 los futbolistas surgidos de las divisiones inferiores del club que consiguieron ser Campeones de América, dos de ellos en 3 ocasiones seguidas.
| Jugador                    | Copa América                              |
| -------------------------- | ----------------------------------------- |
| Pedro Calomino             | Argentina 1921                            |
| José Alfredo López         | Argentina 1921                            |
| Américo Tesorieri          | Argentina 1921 y Argentina 1925           |
| Antonio Cerroti            | Argentina 1925                            |
| Alfredo Garasini           | Argentina 1925                            |
| Mario Evaristo             | Argentina 1929                            |
| Ernesto Lazzatti           | Argentina 1937                            |
| Mario Boyé                 | Chile 1945, Argentina 1946 y Ecuador 1947 |
| Natalio Pescia             | Chile 1945, Argentina 1946 y Ecuador 1947 |
| José Marante               | Argentina 1946 y Ecuador 1947             |
| Juan José "Yaya" Rodríguez | Argentina 1959                            |
| Diego Latorre              | Chile 1991                                |
| Oscar Ruggeri              | Chile 1991 y Ecuador 1993                 |
| Leandro Paredes            | Brasil 2021 y Estados Unidos 2024         |
| Nahuel Molina              | Brasil 2021 y Estados Unidos 2024         |

Campeones de la Copa FIFA Confederaciones
Sólo un futbolista surgido de las divisiones inferiores del club consiguió ser Campeones de la Copa Confederaciones.
| Jugador       | Copa Confederaciones |
| ------------- | -------------------- |
| Oscar Ruggeri | Arabia Saudita 1992  |

Campeones de los Juegos Olímpicos
Son 8 los futbolistas surgidos de las divisiones inferiores del club que consiguieron la Medalla de Oro en los Juegos Olímpicos de Atenas 2004, donde Carlos Tévez se consagra goleador de la misma, y los Juegos Olímpicos de Pekín 2008.
| Jugador            | JJ.OO       |
| ------------------ | ----------- |
| Wilfredo Caballero | Atenas 2004 |
| Fabricio Coloccini | Atenas 2004 |
| Nicolás Burdisso   | Atenas 2004 |
| Clemente Rodríguez | Atenas 2004 |
| Carlos Tévez       | Atenas 2004 |
| Éver Banega        | Pekín 2008  |
| Fernando Gago      | Pekín 2008  |
| Luciano Monzón     | Pekín 2008  |

Campeones de los Juegos Panamericanos
| Jugador               | Juegos                       |
| --------------------- | ---------------------------- |
| Enrique Vidallé       | Juegos Panamericanos de 1971 |
| Osvaldo Rubén Potente | Juegos Panamericanos de 1971 |
| Rodolfo Arruabarrena  | Juegos Panamericanos de 1995 |
| Franco Cángele        | Juegos Panamericanos de 2003 |
| Gustavo Eberto        | Juegos Panamericanos de 2003 |
| Joel Barbosa          | Juegos Panamericanos de 2003 |

Campeones del Torneo Preolímpico Sudamericano Sub-23
| Jugador            | Juegos         |
| ------------------ | -------------- |
| Eduardo Astudillo  | Argentina 1980 |
| Wilfredo Caballero | Chile 2004     |
| Nicolás Burdisso   | Chile 2004     |
| Clemente Rodríguez | Chile 2004     |
| "Pampa Calvo"      | Chile 2004     |
| Pablo Jerez        | Chile 2004     |
| Franco Cangele     | Chile 2004     |
| Carlos Tévez       | Chile 2004     |
| Nicolás Capaldo    | Colombia 2020  |

Campeones de la Copa Mundial de Fútbol Sub-20
| Jugador            | Mundial Sub-20    |
| ------------------ | ----------------- |
| Marcelo Bachino    | Japón 1979        |
| Hugo Alves         | Japón 1979        |
| Fabricio Coloccini | Argentina 2001    |
| Nicolás Burdisso   | Argentina 2001    |
| Esteban Herrera    | Argentina 2001    |
| Wilfredo Caballero | Argentina 2001    |
| Neri Cardozo       | Países Bajos 2005 |
| Fernando Gago      | Países Bajos 2005 |
| Éver Banega        | Canadá 2007       |
| Matías Cahais      | Canadá 2007       |
| Javier García      | Canadá 2007       |

Campeones del Torneo Campeonato Sudamericano de Fútbol Sub-20
| Jugador                 | Sudamericano   |
| ----------------------- | -------------- |
| Luis Darío Calvo        | Chile 1997     |
| Sergio Adrián Guillermo | Argentina 1999 |
| Joel Barbosa            | Uruguay 2003   |
| Gustavo Eberto          | Uruguay 2003   |
| Carlos Tévez            | Uruguay 2003   |
| Iván Leszczuk           | Uruguay 2015   |
| Leonardo Suárez         | Uruguay 2015   |
| Tiago Casasola          | Uruguay 2015   |

Campeones del Campeonato Sudamericano de Fútbol Sub-17
| Jugador           | Sudamericano   |
| ----------------- | -------------- |
| Mariano Arnulfo   | Bolivia 2003   |
| Lucas D'Alegre    | Bolivia 2003   |
| Matias Cahais     | Bolivia 2003   |
| Neri Cardozo      | Bolivia 2003   |
| Leandro Díaz      | Bolivia 2003   |
| Ariel Cólzera     | Bolivia 2003   |
| Iván Leszczuk     | Argentina 2013 |
| Leonardo Suárez   | Argentina 2013 |
| Matias Romero     | Argentina 2013 |
| Nicolás Pinto     | Argentina 2013 |
| Exequiel Zeballos | Perú 2019      |
| Cristian Medina   | Perú 2019      |
| Ricardo Martínez  | Perú 2019      |
| "Equi" Fernández  | Perú 2019      |

Campeones del Campeonato Sudamericano de Fútbol Sub-15
| Jugador           | Sudamericano |
| ----------------- | ------------ |
| Exequiel Zeballos | Chile 2017   |
| Cristian Medina   | Chile 2017   |

Campeones del Torneo Esperanzas de Fútbol de Toulon
| Jugador           | Torneo |
| ----------------- | ------ |
| Alberto Tarantini | 1975   |

## Futbolistas formados en las divisiones inferiores
Lista ordenada de canteranos «xeneizes» que han jugado regularmente o pertenecieron a la plantilla del primer equipo del Club Atlético Boca Juniors u otro club. Solo se muestran los goles y partidos de Primera División jugando exclusivamente para Boca Juniors, en competiciones oficiales.
| Nombre                 | Nacionalidad   | Posición      | Nac. | Carrera    | PJ  | G   | Club de debut      | Último club                 | Estado   |
| ---------------------- | -------------- | ------------- | ---- | ---------- | --- | --- | ------------------ | --------------------------- | -------- |
| Pedro Calomino         | Argentina      | Delantero     | 1892 | 1911-1924  | 110 | 99  | Boca Juniors       | Boca Juniors                | Retirado |
| Alfredo Garasini       | Argentina      | Delantero     | 1897 | 1916-1928  | 112 | 46  | Boca Juniors       | Boca Juniors                | Retirado |
| Enrique Brichetto      | Argentina      | Delantero     | 1899 | 1917-1921  | 57  | 17  | Boca Juniors       | Boca Juniors                | Retirado |
| José Alfredo López     | Argentina      | Mediocampista | 1897 | 1918-1922  | 94  | 5   | Boca Juniors       | Boca Juniors                | Retirado |
| Antonio Cerroti        | Argentina      | Delantero     | 1901 | 1918-1931  | 99  | 35  | Boca Juniors       | Barracas                    | Retirado |
| Esteban Kuko           | Argentina      | Mediocampista | 1907 | 1926-1933  | 111 | 31  | Boca Juniors       | Boca Juniors                | Retirado |
| Mario Evaristo         | Argentina      | Mediocampista | 1908 | 1926-1939  | 110 | 31  | Boca Juniors       | OGC Niza                    | Retirado |
| Antonio Alberino       | Argentina      | Defensor      | 1910 | 1930-1942  | 107 | 29  | Boca Juniors       | All Boys                    | Retirado |
| José Marante           | Argentina      | Defensor      | 1915 | 1934-1950  | 269 | 10  | Boca Juniors       | Defensor Sporting           | Retirado |
| Ernesto Lazzatti       | Argentina      | Mediocampista | 1915 | 1934-1948  | 379 | 7   | Boca Juniors       | Danubio                     | Retirado |
| Mario Boyé             | Argentina      | Delantero     | 1922 | 1941-1955  | 228 | 124 | Boca Juniors       | Boca Juniors                | Retirado |
| Pío Corcuera           | Argentina      | Mediocampista | 1921 | 1941-1951  | 187 | 97  | Boca Juniors       | Gimnasia LP                 | Retirado |
| Natalio Pescia         | Argentina      | Mediocampista | 1922 | 1942-1956  | 365 | 9   | Boca Juniors       | Boca Juniors                | Retirado |
| Pierino González       | Argentina      | Delantero     | 1929 | 1949-1960  | 207 | 39  | Boca Juniors       | Huracán                     | Retirado |
| Antonio Rattín         | Argentina      | Mediocampista | 1937 | 1956-1970  | 382 | 28  | Boca Juniors       | Boca Juniors                | Retirado |
| Juan José Rodríguez    | Argentina      | Delantero     | 1937 | 1956-1964  | 101 | 38  | Boca Juniors       | Estudiantes B.A.            | Retirado |
| Rubén Magdalena        | Argentina      | Defensor      | 1942 | 1963-1969  | 83  | 0   | Boca Juniors       | Boca Juniors                | Retirado |
| Ángel Clemente Rojas   | Argentina      | Delantero     | 1944 | 1963-1978  | 222 | 79  | Boca Juniors       | Arg. de Quilmes             | Retirado |
| Oscar Pianetti         | Argentina      | Delantero     | 1942 | 1964-1979  | 182 | 41  | Boca Juniors       | Once Lobos                  | Retirado |
| Armando Ovide          | Argentina      | Defensor      | 1947 | 1966-1980  | 200 | 5   | Boca Juniors       | Atlanta                     | Retirado |
| Ramón Héctor Ponce     | Argentina      | Delantero     | 1948 | 1966-1982  | 182 | 42  | Boca Juniors       | Quilmes                     | Retirado |
| Rubén Omar Sánchez     | Argentina      | Arquero       | 1945 | 1966-1980  | 219 | 0   | Boca Juniors       | Terranova                   | Retirado |
| Nicolás Novello        | Italoargentino | Delantero     | 1946 | 1966-1981  | 135 | 23  | Boca Juniors       | Unión Española              | Retirado |
| Miguel Nicolau         | Argentina      | Defensor      | 1946 | 1967-1980  | 137 | 5   | Boca Juniors       | San Lorenzo                 | Retirado |
| Rubén José Suñé        | Argentina      | Mediocampista | 1947 | 1967-1981  | 377 | 36  | Boca Juniors       | San Lorenzo                 | Retirado |
| Omar Larrosa           | Argentina      | Mediocampista | 1947 | 1967-1981  | 37  | 4   | Boca Juniors       | San Lorenzo                 | Retirado |
| Ignacio Ramón Peña     | Argentina      | Delantero     | 1949 | 1969-1989  | 91  | 25  | Boca Juniors       | The Strongest               | Retirado |
| Rubén Horacio Galletti | Argentina      | Delantero     | 1952 | 1971-1984  | 10  | 4   | Boca Juniors       | Huracán                     | Retirado |
| Roberto Mouzo          | Argentina      | Defensor      | 1953 | 1971-1986  | 426 | 25  | Boca Juniors       | Atlanta                     | Retirado |
| Enzo Ferrero           | Argentina      | Delantero     | 1953 | 1971-1985  | 169 | 39  | Boca Juniors       | Sporting Gijón              | Retirado |
| Osvaldo Rubén Potente  | Argentina      | Delantero     | 1951 | 1971-1980  | 195 | 81  | Boca Juniors       | Cambaceres                  | Retirado |
| Enrique Vidallé        | Argentina      | Arquero       | 1952 | 1972-1987  | 37  | 0   | Boca Juniors       | Argentinos Juniors          | Retirado |
| Alberto Tarantini      | Argentina      | Defensor      | 1955 | 1973-1989  | 177 | 0   | Boca Juniors       | FC St. Gallen               | Retirado |
| Marcelo Trobbiani      | Argentina      | Mediocampista | 1955 | 1973-1993  | 137 | 29  | Boca Juniors       | Talleres                    | Retirado |
| José Luis Tesare       | Argentina      | Defensor      | 1954 | 1975-1982  | 87  | 3   | Boca Juniors       | Talleres                    | Retirado |
| Abel Alves             | Argentina      | Mediocampista | 1958 | 1975-1988  | 140 | 25  | Boca Juniors       | Boca Juniors                | Retirado |
| Carlos Córdoba         | Argentina      | Defensor      | 1958 | 1975-1984  | 165 | 7   | Boca Juniors       | Lanús                       | Retirado |
| Hugo Perotti           | Argentina      | Delantero     | 1959 | 1977-1985  | 151 | 29  | Boca Juniors       | Gimnasia LP                 | Retirado |
| Mario Husillos         | Argentina      | Delantero     | 1959 | 1977-1994  | 39  | 10  | Boca Juniors       | Málaga CF                   | Retirado |
| Ricardo Gareca         | Argentina      | Delantero     | 1962 | 1978-1994  | 133 | 64  | Boca Juniors       | Independiente               | Retirado |
| Oscar Ruggeri          | Argentina      | Defensor      | 1962 | 1980-1997  | 147 | 11  | Boca Juniors       | Lanús                       | Retirado |
| Ivar Stafuza           | Argentina      | Defensor      | 1961 | 1983-1991  | 228 | 8   | Boca Juniors       | San Martín (Formosa)        | Retirado |
| Fabián Carrizo         | Argentina      | Mediocampista | 1966 | 1983-2001  | 177 | 5   | Boca Juniors       | Huracán                     | Retirado |
| Diego Latorre          | Argentina      | Delantero     | 1969 | 1987-1997  | 241 | 77  | Boca Juniors       | Alacranes                   | Retirado |
| Sergio Berti           | Argentina      | Mediocampista | 1969 | 1988-2002  | 6   | 1   | Boca Juniors       | Barcelona SC                | Retirado |
| Diego Soñora           | Argentina      | Defensor      | 1969 | 1988-2002  | 266 | 5   | Boca Juniors       | Cerro Porteño               | Retirado |
| Walter Pico            | Argentina      | Delantero     | 1969 | 1988-2003  | 196 | 26  | Boca Juniors       | Cartagena                   | Retirado |
| Claudio Benetti        | Argentina      | Mediocampista | 1971 | 1992-2003  | 11  | 1   | Boca Juniors       | Estudiantes RC              | Retirado |
| Luis Medero            | Argentina      | Defensor      | 1973 | 1992-2008  | 83  | 1   | Boca Juniors       | Almagro                     | Retirado |
| Rodolfo Arruabarrena   | Argentina      | Defensor      | 1975 | 1993-2010  | 178 | 17  | Boca Juniors       | U. Católica                 | Retirado |
| Aníbal Matellán        | Argentina      | Defensor      | 1975 | 1996-2013  | 132 | 3   | Boca Juniors       | Argentinos Juniors          | Retirado |
| Ariel Rosada           | Argentina      | Mediocampista | 1978 | 1996-2013  | 40  | 0   | Boca Juniors       | Villa Dálmine               | Retirado |
| Fernando Ortiz         | Argentina      | Defensor      | 1977 | 1998-2014  | 8   | 3   | Boca Juniors       | Racing Club                 | Retirado |
| Sebastián Battaglia    | Argentina      | Mediocampista | 1980 | 1998-2013  | 313 | 24  | Boca Juniors       | Boca Juniors                | Retirado |
| Héctor Bracamonte      | Argentina      | Delantero     | 1978 | 1998-2014  | 40  | 17  | Boca Juniors       | C. A. Sarmiento             | Retirado |
| Nicolás Burdisso       | Argentina      | Defensor      | 1981 | 1999-2018  | 164 | 6   | Boca Juniors       | Genoa CFC                   | Retirado |
| Alfredo Moreno         | Argentina      | Delantero     | 1980 | 1999-2018  | 21  | 9   | Boca Juniors       | Celaya                      | Retirado |
| Fabricio Coloccini     | Argentina      | Defensor      | 1982 | 1999-2021  | 1   | 1   | Boca Juniors       | Aldosivi                    | Retirado |
| Julio Marchant         | Argentina      | Defensor      | 1980 | 2000-2017  | 64  | 3   | Boca Juniors       | Juventud Antoniana          | Retirado |
| Matías Arce            | Argentina      | Mediocampista | 1980 | 2000-2017  | 16  | 4   | Boca Juniors       | San Miguel                  | Retirado |
| Clemente Rodríguez     | Argentina      | Mediocampista | 1981 | 2000-2021  | 278 | 11  | Boca Juniors       | Barracas Central            | Retirado |
| Gustavo Pinto          | Argentina      | Mediocampista | 1979 | 2000-2013  | 83  | 2   | Boca Juniors       | Los Andes                   | Retirado |
| José María Calvo       | Argentina      | Defensor      | 1981 | 2000-2011  | 167 | 5   | Boca Juniors       | Boca Juniors                | Retirado |
| Omar Pérez             | Argentina      | Mediocampista | 1981 | 2000-2019  | 63  | 6   | Boca Juniors       | Santa Fe                    | Retirado |
| Pablo Jerez            | Argentina      | Defensor      | 1983 | 2000-2018  | 52  | 0   | Boca Juniors       | Midland                     | Retirado |
| Roberto Colautti       | Argentina      | Delantero     | 1982 | 2001-2015  | 19  | 3   | Boca Juniors       | AEK Larnaca                 | Retirado |
| Carlos Tévez           | Argentina      | Delantero     | 1984 | 2001-2022  | 279 | 94  | Boca Juniors       | Boca Juniors                | Retirado |
| Willy Caballero        | Argentina      | Arquero       | 1984 | 2001-2023  | 19  | 0   | Boca Juniors       | Southampton F.C             | Retirado |
| Jonathan Fabbro        | Argentina      | Mediocampista | 1982 | 2002-2017  | 9   | 2   | Boca Juniors       | Lobos BUAP                  | Retirado |
| Pablo Migliore         | Argentina      | Arquero       | 1982 | 2002-2017  | 16  | 0   | Huracán            | Deportivo Español           | Retirado |
| Franco Cángele         | Argentina      | Mediocampista | 1984 | 2002-2016  | 63  | 10  | Boca Juniors       | Boca Unidos                 | Retirado |
| Cristian Ledesma       | Argentina      | Mediocampista | 1982 | 2002-2018  | 0   | 0   | Lecce              | Piacenza                    | Retirado |
| Freddy Guarín          | Colombia       | Mediocampista | 1986 | 2002-2021  | 2   | 0   | Atlético Huila     | Millonarios FC              | Retirado |
| Miguel Caneo           | Argentina      | Delantero     | 1983 | 2003-2019  | 33  | 2   | Boca Juniors       | Boca Unidos                 | Retirado |
| Mauro Boselli          | Argentina      | Delantero     | 1985 | 2003-2023  | 59  | 11  | Boca Juniors       | Estudiantes de La Plata     | Retirado |
| Matías Silvestre       | Argentina      | Delantero     | 1984 | 2003-2023  | 83  | 6   | Boca Juniors       | Málaga C. F.                | Retirado |
| Pablo Álvarez          | Argentina      | Defensor      | 1984 | 2003-2021  | 30  | 0   | Boca Juniors       | Arsenal                     | Retirado |
| Marcos Mondaini        | Argentina      | Delantero     | 1985 | 2004-2020  | 7   | 0   | Boca Juniors       | Rocafuerte                  | Retirado |
| Fernando Gago          | Argentina      | Mediocampista | 1986 | 2004-2020  | 199 | 8   | Boca Juniors       | Vélez Sarsfield             | Retirado |
| Neri Cardozo           | Argentina      | Mediocampista | 1986 | 2004-2023  | 188 | 27  | Boca Juniors       | Venados FC                  | Retirado |
| Pablo Ledesma          | Argentina      | Mediocampista | 1984 | 2004-2021  | 236 | 17  | Talleres           | Messina                     | Retirado |
| Cristian Chávez        | Argentina      | Mediocampista | 1986 | 2005-2023  | 159 | 11  | Boca Juniors       | Jorge Wilstermann           | Retirado |
| Diego Perotti          | Argentina      | Mediocampista | 1988 | 2006-Act.  | 2   | 0   | Morón              | Salernitana 1919            | Retirado |
| Nicolás Bertolo        | Argentina      | Mediocampista | 1986 | 2006-Act.  | 15  | 2   | Boca Juniors       | Fénix                       | Activo   |
| Matías Rodríguez       | Argentina      | Defensor      | 1986 | 2006- 2022 | 0   | 0   | SD Aucas           | Defensa y Justicia          | Retirado |
| Javier García          | Argentina      | Arquero       | 1987 | 2006-Act.  | 68  | 0   | Boca Juniors       | Boca Juniors                | Activo   |
| Ever Banega            | Argentina      | Mediocampista | 1988 | 2007-Act.  | 44  | 0   | Boca Juniors       | Newells Old Boys            | Activo   |
| Facundo Roncaglia      | Argentina      | Defensor      | 1987 | 2007-Act.  | 124 | 7   | Boca Juniors       | Sarmiento de Junín          | Activo   |
| Lucas Viatri           | Argentina      | Delantero     | 1987 | 2007-Act.  | 133 | 31  | Emelec             | C.A. Peñarol                | Activo   |
| Lucas Pratto           | Argentina      | Delantero     | 1988 | 2007-Act.  | 2   | 0   | Tigre              | Sarmiento de Junín          | Activo   |
| Emiliano Insua         | Argentina      | Defensor      | 1989 | 2007-2023. | 0   | 0   | Liverpool          | Racing Club                 | Retirado |
| Juan Forlín            | Argentina      | Delantero     | 1988 | 2008-2022  | 66  | 4   | Boca Juniors       | C. F. Badalona Futur        | Retirado |
| Nicolás Gaitan         | Argentina      | Delantero     | 1988 | 2008-Act.  | 79  | 13  | Boca Juniors       | Sarmiento de Junín          | Activo   |
| Fabián Monzón          | Argentina      | Defensor      | 1987 | 2008-Act.  | 89  | 4   | Boca Juniors       | Mitre (Santiago del Estero) | Activo   |
| Ricky Álvarez          | Argentina      | Mediocampista | 1988 | 2008-2021  | 0   | 0   | Vélez Sarsfield    | Vélez Sarsfield             | Retirado |
| Ezequiel Muñoz         | Argentina      | Defensor      | 1990 | 2008-Act.  | 22  | 0   | Boca Juniors       | Lanús                       | Activo   |
| Rubén Botta            | Argentina      | Mediocampista | 1990 | 2009-Act.  | 0   | 0   | Tigre              | SSC Bari                    | Activo   |
| Cristian Erbes         | Argentina      | Mediocampista | 1990 | 2009-Act.  | 155 | 5   | Boca Juniors       | San Miguel                  | Activo   |
| Nicolás Colazo         | Argentina      | Defensor      | 1990 | 2009-Act.  | 125 | 9   | Boca Juniors       | C.A Banfield                | Activo   |
| David Achucarro        | Argentina      | Defensor      | 1991 | 2009-Act.  | 3   | 0   | Boca Juniors       | Almagro                     | Activo   |
| Sergio Araujo          | Argentina      | Delantero     | 1992 | 2009-Act.  | 24  | 2   | Boca Juniors       | AEK Atenas                  | Activo   |
| Juan Sánchez Miño      | Argentina      | Defensor      | 1990 | 2010-Act.  | 100 | 12  | Boca Juniors       | Lanús                       | Activo   |
| Orlando Gaona Lugo     | Paraguay       | Delantero     | 1990 | 2010-Act.  | 17  | 0   | Boca Juniors       | Dep. Municipal              | Activo   |
| Nicolás Blandi         | Argentina      | Delantero     | 1990 | 2010-Act.  | 61  | 20  | Argentinos Juniors | San Lorenzo                 | Activo   |
| Marcelo Cañete         | Argentina      | Mediocampista | 1990 | 2010-Act.  | 7   | 0   | Boca Juniors       | Santiago Wanderers          | Activo   |
| Leandro Paredes        | Argentina      | Mediocampista | 1994 | 2010-Act.  | 31  | 5   | Boca Juniors       | Boca Juniors                | Activo   |
| Emanuel Insúa          | Argentina      | Defensor      | 1991 | 2011-Act.  | 43  | 2   | Boca Juniors       | Banfield                    | Activo   |
| Federico Bravo         | Argentina      | Mediocampista | 1993 | 2011-Act.  | 37  | 0   | Boca Juniors       | Academia Puerto Cabello     | Activo   |
| Franco Fragapane       | Argentina      | Delantero     | 1993 | 2012-Act.  | 4   | 0   | Boca Juniors       | Minnesota United            | Activo   |
| Guillermo Fernández    | Argentina      | Mediocampista | 1991 | 2012-Act.  | 129 | 9   | Boca Juniors       | Boca Juniors                | Activo   |
| Gonzalo Escalante      | Argentina      | Mediocampista | 1993 | 2013-Act.  | 11  | 0   | Boca Juniors       | Cádiz C.F.                  | Activo   |
| Sebastián Palacios     | Argentina      | Delantero     | 1993 | 2013-Act.  | 49  | 8   | Boca Juniors       | Panathinaikos               | Activo   |
| Luciano Acosta         | Argentina      | Mediocampista | 1996 | 2014-Act.  | 28  | 2   | Boca Juniors       | Atlas                       | Activo   |
| Andrés Cubas           | Paraguay       | Mediocampista | 1996 | 2014-Act.  | 44  | 2   | Boca Juniors       | Vancouver Whitecaps         | Activo   |
| Franco Cristaldo       | Argentina      | Mediocampista | 1996 | 2014-Act.  | 14  | 1   | Boca Juniors       | Gremio                      | Activo   |
| Juan Cruz Komar        | Argentina      | Defensor      | 1996 | 2014-Act.  | 5   | 1   | Boca Juniors       | Rosario Central             | Activo   |
| Walter Bou             | Argentina      | Delantero     | 1993 | 2014-Act.  | 48  | 9   | Gimnasia LP        | Vélez Sarsfield             | Activo   |
| Leonardo Suárez        | Argentina      | Delantero     | 1996 | 2014-Act.  | 2   | 0   | Boca Juniors       | Club América                | Activo   |
| Rodrigo Bentancur      | Uruguay        | Mediocampista | 1997 | 2015-Act.  | 66  | 1   | Boca Juniors       | Tottenham Houtspur          | Activo   |
| Guido Vadalá           | Argentina      | Delantero     | 1997 | 2015-Act.  | 6   | 1   | Boca Juniors       | Blooming                    | Activo   |
| Tomás Pochettino       | Argentina      | Mediocampista | 1996 | 2015-Act.  | 1   | 0   | Boca Juniors       | Fortaleza                   | Activo   |
| Agustín Bouzat         | Argentina      | Delantero     | 1994 | 2016-Act.  | 5   | 0   | Defensa y Justicia | Colo-Colo                   | Activo   |
| Alexis Messidoro       | Argentina      | Mediocampista | 1997 | 2016-Act.  | 5   | 1   | Boca Juniors       | Persis Solo                 | Activo   |
| Nahuel Molina          | Argentina      | Defensor      | 1997 | 2016-Act.  | 9   | 0   | Boca Juniors       | Atlético de Madrid          | Activo   |
| Marcelo Torres         | Argentina      | Delantero     | 1997 | 2017-Act.  | 0   | 0   | Talleres           | Riga Football Club          | Activo   |
| Leonardo Balerdi       | Argentina      | Defensor      | 1999 | 2018-Act.  | 5   | 0   | Boca Juniors       | Olympique de Marsella       | Activo   |
| Agustín Almendra       | Argentina      | Mediocampista | 2000 | 2018-Act.  | 69  | 6   | Boca Juniors       | Racing Club                 | Activo   |
| Facundo Colidio        | Argentina      | Delantero     | 2000 | 2018-Act.  | 0   | 0   | Sint-Truidense     | River Plate                 | Activo   |
| Mateo Retegui          | Argentina      | Delantero     | 1999 | 2018-Act.  | 1   | 0   | Boca Juniors       | Genoa C. F. C.              | Activo   |
| Nicolás Capaldo        | Argentina      | Mediocampista | 1998 | 2019-Act.  | 65  | 0   | Boca Juniors       | RB Salzburgo                | Activo   |
| Agustín Obando         | Argentina      | Mediocampista | 2000 | 2019-Act.  | 44  | 2   | Boca Juniors       | Tigre                       | Activo   |
| Marcelo Weigandt       | Argentina      | Defensor      | 2000 | 2019-Act.  | 61  | 3   | Boca Juniors       | Boca Juniors                | Activo   |
| Gastón Ávila           | Argentina      | Defensor      | 2001 | 2020-Act.  | 12  | 0   | Boca Juniors       | Ajax de Ámsterdam           | Activo   |
| Alan Varela            | Argentina      | Mediocampista | 2001 | 2020-Act.  | 109 | 2   | Boca Juniors       | F. C. Oporto                | Activo   |
| Exequiel Zeballos      | Argentina      | Delantero     | 2002 | 2020-Act.  | 53  | 6   | Boca Juniors       | Boca Juniors                | Activo   |
| Cristian Medina        | Argentina      | Mediocampista | 2001 | 2020-Act.  | 110 | 5   | Boca Juniors       | Estudiantes                 | Activo   |
| Ezequiel Fernández     | Argentina      | Mediocampista | 2002 | 2021-Act.  | 28  | 0   | Boca Juniors       | Real Sociedad               | Activo   |
| Agustín Sández         | Argentina      | Defensor      | 2001 | 2021-Act.  | 45  | 2   | Boca Juniors       | Rosario Central             | Activo   |
| Manuel Roffo           | Argentina      | Arquero       | 2000 | 2021-Act.  | 0   | 0   | Tigre              | Instituto                   | Activo   |
| Aaron Molinas          | Argentina      | Mediocampista | 2000 | 2021-Act.  | 47  | 0   | Boca Juniors       | Tigre                       | Activo   |
| Eros Mancuso           | Argentina      | Defensor      | 1999 | 2021-Act.  | 7   | 1   | Boca Juniors       | Fortaleza                   | Activo   |
| Rodrigo Montes         | Argentina      | Mediocampista | 2000 | 2021-Act.  | 11  | 1   | Boca Juniors       | Boca Juniors                | Activo   |
| Agustín Lastra         | Argentina      | Arquero       | 2001 | 2021-Act.  | 2   | 0   | Boca Juniors       | Boca Juniors                | Activo   |
| Balthazar Bernardi     | Argentina      | Defensor      | 2001 | 2021-Act.  | 2   | 0   | Boca Juniors       | Boca Juniors                | Activo   |
| Juan Pablo Cabaña      | Argentina      | Delantero     | 2001 | 2021-Act.  | 1   | 0   | Boca Juniors       | Boca Juniors                | Activo   |
| Erik Bodencer          | Argentina      | Delantero     | 2000 | 2021-Act.  | 1   | 0   | Boca Juniors       | San Telmo                   | Activo   |
| Gabriel Aranda         | Argentina      | Defensor      | 2001 | 2021-Act.  | 15  | 0   | Boca Juniors       | Boca Juniors                | Activo   |
| Nicolás Valentini      | Argentina      | Defensor      | 2001 | 2021-Act.  | 47  | 2   | Boca Juniors       | ACF Fiorentina              | Activo   |
| Vicente Taborda        | Argentina      | Delantero     | 2001 | 2021-Act.  | 5   | 0   | Boca Juniors       | Platense                    | Activo   |
| Gabriel Vega           | Argentina      | Mediocampista | 2002 | 2021-Act.  | 6   | 0   | Boca Juniors       | Godoy Cruz                  | Activo   |
| Lucas Palma            | Argentina      | Delantero     | 2003 | 2021-Act.  | 1   | 0   | Boca Juniors       | Boca Juniors                | Activo   |
| Valentín Barco         | Argentina      | Defensor      | 2004 | 2021-Act.  | 35  | 1   | Boca Juniors       | RC Estrasburgo              | Activo   |
| Luca Langoni           | Argentina      | Delantero     | 2002 | 2022-Act.  | 64  | 11  | Boca Juniors       | New England Revolution      | Activo   |
| Maximiliano Zalazar    | Argentina      | Delantero     | 2001 | 2022-Act.  | 1   | 0   | Boca Juniors       | Gimnasia y Esgrima La Plata | Activo   |
| Gonzalo Morales        | Argentina      | Delantero     | 2003 | 2022-Act.  | 9   | 2   | Boca Juniors       | Barracas Central            | Activo   |
| Simón Rivero           | Argentina      | Mediocampista | 2003 | 2022-Act.  | 2   | 0   | Boca Juniors       | Tigre                       | Activo   |
| Aaron Anselmino        | Argentina      | Defensor      | 2005 | 2023-Act.  | 9   | 1   | Boca Juniors       | Chelsea FC                  | Activo   |
| Jabes Saralegui        | Argentina      | Mediocampista | 2003 | 2023-Act.  | 23  | 0   | Boca Juniors       | Tigre                       | Activo   |
| Mauricio Benítez       | Argentina      | Mediocampista | 2004 | 2024-Act.  | 8   | 0   | Boca Juniors       | Royal Antwerp               | Activo   |
| Ariel Molas            | Argentina      | Defensor      | 2004 | 2024-Act.  | 1   | 0   | Boca Juniors       | Boca Juniors                | Activo   |
| Iker Zufiaurre         | Argentina      | Delantero     | 2005 | 2024-Act.  | 1   | 0   | Boca Juniors       | Boca Juniors                | Activo   |
| Milton Delgado         | Argentina      | Mediocampista | 2005 | 2024-Act.  | 1   | 0   | Boca Juniors       | Boca Juniors                | Activo   |
| Mateo Mendía           | Argentina      | Defensor      | 2004 | 2024-Act.  | 1   | 0   | Boca Juniors       | Boca Juniors                | Activo   |
| Julián Ceballos        | Argentina      | Mediocampista | 2004 | 2024-Act.  | 1   | 0   | Boca Juniors       | All Boys                    | Activo   |
| Dylan Gorosito         | Argentina      | Defensor      | 2006 | 2024-Act.  | 1   | 0   | Boca Juniors       | Boca Juniors                | Activo   |
| Joaquín Ruíz           | Argentina      | Mediocampista | 2006 | 2024-Act.  | 2   | 0   | Boca Juniors       | Boca Juniors                | Activo   |
| Camilo Rey Domenech    | Argentina      | Mediocampista | 2006 | 2025-Act.  | 3   | 0   | Boca Juniors       | Boca Juniors                | Activo   |

Información actualizada al día 21 de julio de 2025

## Autoridades formativas
Cargos formativos y entrenadores de las divisiones inferiores en 2023. 

### Cargos formativos
| Cargo                                | Cargo                                | Cargo                        | Cargo                        |
| ------------------------------------ | ------------------------------------ | ---------------------------- | ---------------------------- |
| Coordinador General de Inferiores    | Coordinador General de Inferiores    | Blas Giunta                  | Blas Giunta                  |
| Subcoordinador General de Inferiores | Subcoordinador General de Inferiores | Diego Soñora                 | Diego Soñora                 |
| Proceso Selectivo                    | Proceso Selectivo                    | Hugo Ibarra y Mauricio Serna | Hugo Ibarra y Mauricio Serna |
| Scouting                             | Scouting                             | Matias Arce                  | Matias Arce                  |

### Entrenadores fútbol juvenil
| Categoría        | Entrenador      | 2° Entrenador     |
| ---------------- | --------------- | ----------------- |
| Reserva          | Mariano Herrón  | Mauricio Serna    |
| Cuarta División  | Silvio Rudman   | Roberto Pompei    |
| Quinta División  | Walter Pico     | Alejandro Vasallo |
| Sexta División   | Pablo Ledesma   | Cristian Aquino   |
| Séptima División | Antonio Barijho | Martín Andrizzi   |
| Octava División  | Enrique Álvarez | -                 |
| Infantiles       | Mauro Navas     | -                 |

## Formadores destacados en la institución
- Bernardo "Nano" Gandulla había destacado como futbolista del club en la década del 40. En donde pudo consagrase campeón en un total de tres oportunidades. Una vez retirado de la actividad profesional, se dedicó de lleno al descubrimiento y formación de jóvenes talentos para el club. Desempeñó esta actividad durante décadas y a él se le atribuyen la llegada y surgimiento de grandes figuras en la historia «xeneize» al ser el descubridor y formador de futbolistas tales como Antonio Rattín, Roberto Mouzo, Alberto Tarantini y Ricardo Gareca.[48]
- Ernesto Grillo fue un destacado futbolista del club en la década del 60 y pasó a la posteridad para la afición del club al ser una de las figuras del equipo en los campeonatos de la Primera División de Argentina obtenidos en los años 1962, 1964 y 1965. Luego de su retiro, trabajó en las divisiones juveniles del club descubriendo talento y formando a estos mismos de la mano de Bernardo Gandulla. Algunos de los nombres que se le atribuyen en cuanto a descubrimiento y formación son "Patota" Potente, Randazzo, "Mané" Ponce, Marcelo Trobbiani, Oscar Ruggeri, Enzo Ferrero, Vidallé y Hugo Perotti entre otros.[49]
- Jorge Griffa fue un destacado futbolista de Newell's Old Boys y uno de los pocos futbolistas argentinos que lograsen emigrar al Viejo Continente en la década del 60. Una vez retirado, se dedicó a la formación de futbolistas en el club que lo vio nacer, Newell's Old Boys y allí promovió grandes talentos de la talla de Jorge Valdano, Américo Gallego, Ricardo Giusti, Gabriel Batistuta, Fabián Basualdo, Roberto Sensini, Maxi Rodríguez, Walter Samuel, Abel Balbo y Gabriel Heinze. Posteriormente pasó al Club Atlético Boca Juniors a realizar la actividad que tantos elogios le habían significado, puesto que su labor en la detección de talentos y la formación de los mismos siempre le valió grandes elogios.[50][51] Se le atribuyen, junto a Ramón Maddoni, el descubrimiento de figuras tales como Nicolás Burdisso, Éver Banega, Sebastián Battaglia, Fernando Gago y Carlos Tévez.[52][53]
- Ramón Maddoni: Había empezado su labor formativa en el Club Parque, famosa institución por los grandes talentos que de allí surgieron, algunos futbolistas que dieron sus primeros pasos en aquella institución fueron Fernando Redondo, Nicolás Cambiasso, Juan Pablo Sorín, Fernando Gago, Juan Román Riquelme y Federico Insúa.[54] Maddoni arribó a Boca Juniors en 1996 de la mano del presidente del club por aquel entonces, Mauricio Macri. Allí, junto con Jorge Griffa realizaron una labor muy calificada.[55][56] Algunos de sus mayores logros en su trabajo en la institución fueron llevar a Juan Román Riquelme a Boca Juniors desde Argentinos Juniors, ya que conocía de su talento desde el trabajo realizado en Club Parque. Se le atribuye el descubrimiento de los futbolistas de la talla de Fabricio Coloccini, Mauro Boselli, Fernando Gago, Carlos Tévez, Nicolás Gaitán, Marcelo Cañete, Nicolás Colazo y Cristian Erbes, entre otros. Sigue a cargo del Área de Captación del club.[57][58]
- Norberto Madurga: Al igual que lo acontecido con Bernardo "Nano" Gandulla y Ernesto Grillo, el «Muñeco» Madurga había destacado como futbolista a finales de la década del 60, conquistando tres títulos con el club y siendo importante, por ejemplo, al ser autor de goles que le permitieron a Boca Juniors ser campeón en El Monumental, frente a su más accérrimo rival, el Club Atlético River Plate. Madurga lleva siete años en el área de captación del club, entre las actividades que realiza se destaca el subirse asiduamente a un micro o a un avión para posar el ojo clínico en 30 mil chicos al año a lo largo de todo el país. Por su ojo pasaron futbolistas que llegaron a debutar en la Primera División de Argentina tales como Andrés Cubas y Rodrigo Bentancur.[59]

## Aspectos generales

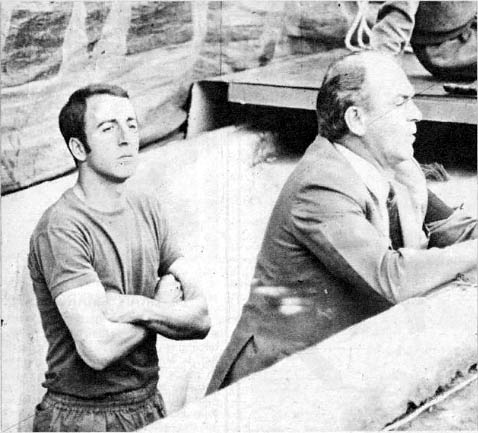
Norberto Madurga, quien fuera un destacado jugador xeneize en los 60's, al lado de Alfredo Di Stéfano, su aquel entonces entrenador.

Las divisiones inferiores son una parte transcendental en el funcionamiento del club, quien dispone de buena parte de su presupuesto en estas mismas. Las divisiones inferiores han sido grandes protagonistas en el aporte de jugadores al equipo profesional a lo largo de la historia, contando con décadas en las cuales canteranos llegaron al equipo profesional con más frecuencia que en otras, pero la mayor parte del tiempo la cantera «xeneize» responde cuando el club necesita el ascenso de algún juvenil. 

### Estructura deportiva
Estructuralmente las divisiones inferiores de Boca Juniors tienen como base una división por categorías, según la edad de los distintos canteranos que van desde la 4.ª división hasta la 9.ª división. Se cuenta además con la presencia de la Reserva del equipo, así como una categoría de baby fútbol denominada simplemente Infantil, siendo esta la más baja de todas las categorías, al contar con la presencia de niños.

#### Categorización
- Cuarta División: Para jugadores que no cumplan más de 20 años al 31 de diciembre del año respectivo.
- Quinta División: Para jugadores que no cumplan más de 18 años al 31 de diciembre del año respectivo.
- Sexta División: Para jugadores que no cumplan más de 17 años al 31 de diciembre del año respectivo.
- Séptima División: Para jugadores que no cumplan más de 16 años al 31 de diciembre del año respectivo.
- Octava División: Para jugadores que no cumplan más de 15 años al 31 de diciembre del año respectivo.
- Novena División: Para jugadores que no cumplan más de 14 años al 31 de diciembre del año respectivo.
- Infantiles: Para menores de 14 años

## Infraestructura

### Boca Predio Ezeiza
Desde abril de 2017 el Club Atlético Boca Juniors realiza sus actividades en cuanto a las divisiones inferiores se refiere en su nueva sede deportiva en la localidad de Ezeiza, Buenos Aires, a tan sólo unos tres kilómetros del famoso predio de Ezeiza de la AFA en donde realiza sus actividades la Selección de fútbol de Argentina con el objetivo de realizar en esta sede el desarrollo del fútbol profesional y amateur en su totalidad.
La municipalidad le cedió al cedió al club 40 hectáreas, ubicadas a poco más de 30 kilómetros de La Bombonera y a 3 mil metros del predio de la AFA, para "estricto uso deportivo". El complejo uenta con infraestructura de la más sofisticada, equiparable a las mejores instituciones europeas. En esta sede se realizan las actividades de todas las categorías juveniles del club y también las del plantel profesional en sus actividades rutinarias.
Sectores
Cuenta con 60 hectáreas de extensión y tiene 12 canchas de fútbol, vestuarios, salón comedor, cocina, sala de vídeo y equipamiento, ubicado a 30 kilómetros de la Bombonera. En noviembre de 2019 se inauguró un gimnasio de última generación.
- 2 canchas de fútbol 11 de césped natural para partidos oficiales con tribunas (Fútbol Amateur)

- 5 canchas de fútbol 11 de césped natural entrenamiento (Fútbol Amateur)

- 1 cancha de fútbol 11 de césped artificial oficial (Fútbol Amateur)

- 4 canchas de fútbol 5 de césped artificial oficial, una cubierta (Fútbol Amateur)

- 10 vestuarios para jugadores para entrenamientos y partidos (Fútbol Amateur)

- 6 vestuarios para técnicos, cuerpo médico y árbitros (Fútbol Amateur)

- 3 Canchas de fútbol 11 de césped natural para entrenamiento (Fútbol Profesional)

- 1 Canchas de fútbol 11 de césped artificial oficial cubierta (Fútbol Profesional)

- 2 vestuarios de entrenamiento para jugadores (Fútbol Profesional)

- 4 vestuarios para técnicos (Cuerpo médico)

- Hidroterapia (Fútbol profesional)

- Gimnasio (Fútbol profesional)

- Equipamiento: Estacionamiento plantel profesional, microcine, salas técnicas, consultorios médicos, oficinas técnicas, utilería (Fútbol profesional)

- Área de prensa con estacionamiento y sala de conferencias con vista al parque (Fútbol Profesional)

- Hotelería para jugadores (Fútbol Profesional)

- Hotelería para descanso de jugadores en entrenamientos en doble turno (Fútbol Profesional)

### Complejo Pedro Pompilio

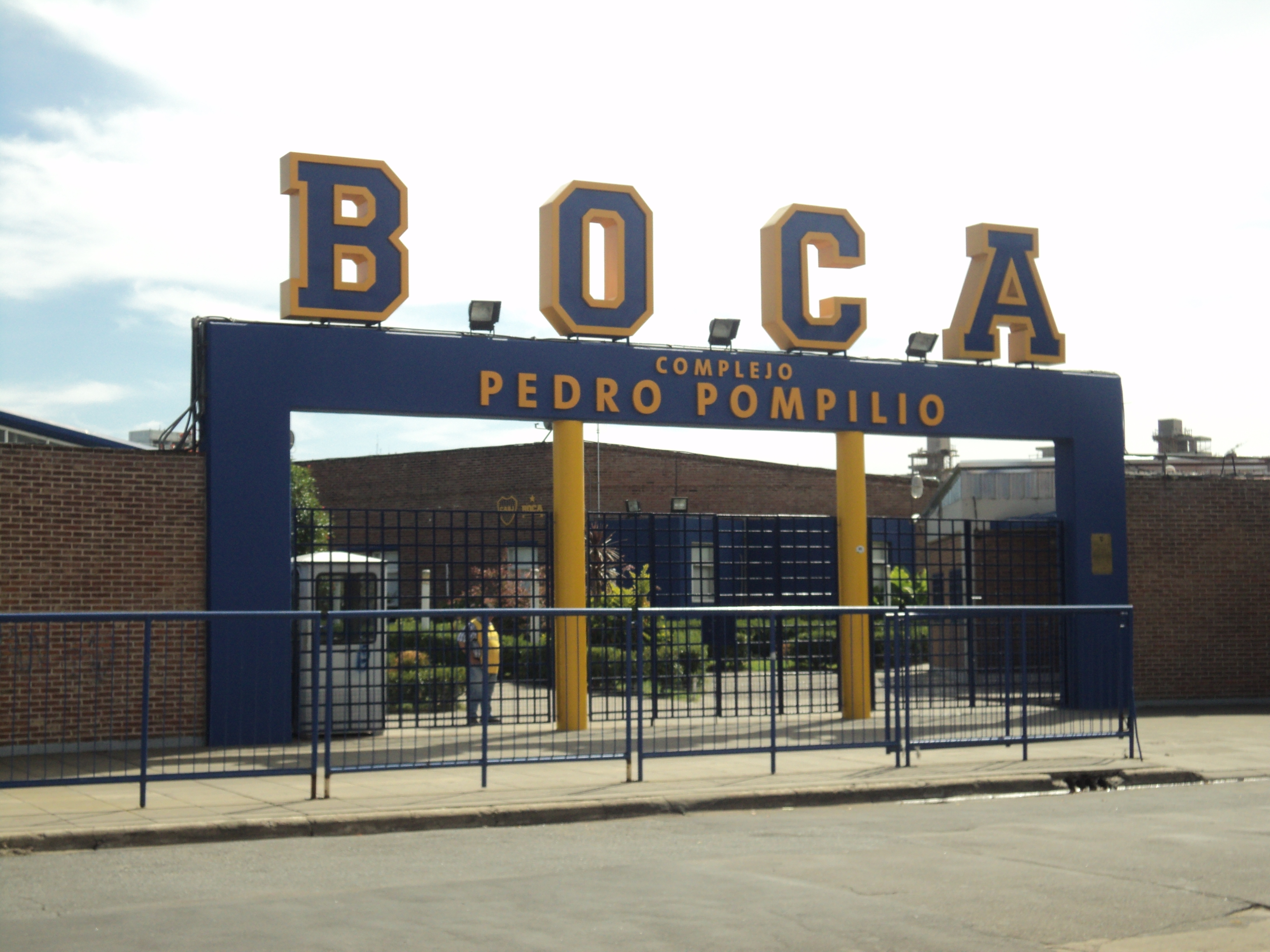
Entrada al Complejo Pedro Pompilio

La segunda sede del equipo es el Complejo Pedro Pompilio, ubicado en Casa Amarilla en La Boca, Ciudad de Buenos Aires.  
Es en este complejo en donde realizan sus actividades los planteles profesionales de Boca Juniors Femenino, Boca Juniors Basquet, entre otros. 

### Complejo La Candela
Históricamente los juveniles de Boca Juniors trabajaron en el complejo La Candela, famosa institución adquirida por Boca Juniors en 1963 que se mantuvo en funcionamiento hasta inicios de los años 1990.
El famoso predio localizado en San Justo cuenta con una particular historia e importancia para el club «xeneize». Alberto José Armando fue el encargado de apropiar las cuatro hectáreas en la década del 60, que luego iban a ser testigos de los primeros pasos de futbolistas de la talla de Diego Armando Maradona, Oscar Ruggeri, entre otros. También había sido el lugar en donde dieron sus inicios figuras rutilantes de la institución tales como Roberto Mouzo, Ángel Clemente Rojas y Osvaldo Potente.
El predio de La Candela fue vendido en 2005 y recuperado nuevamente en 2011, pero a partir de 2017 se hizo un cambio radical en la infraestructura del club.

## Escuelas de fútbol
El Club Atlético Boca Juniors cuenta con escuelas de fútbol alrededor de todo el mundo, pero nutriéndose principalmente de las escuelas que alberga en Sudamérica.
- Argentina: La institución cuenta con escuelas de fútbol a lo largo de la mayor parte del Litoral Argentino, contando así con escuelas en Ciudad de Corrientes, Sáenz Peña (Chaco), Ciudad de Resistencia (Chaco) y Clorinda (Provincia de Formosa).
- Brasil: En Brasil también se hace presente con un considerable número escuelas de fútbol, un total de 21 escuelas en total repartidas entre las ciudades de Brasilia, Campinas, Santa María, Canoas, Feira de Santana, Fortaleza, Minas Gerais, Guarujá, Cotia, Guarulhos, San Pablo, Londrina, São José do Rio Preto, Canoas, Santos, Santo André, São Carlos y Valinhos. De esta manera. el «xeneize» cuenta con una fuerte presencia en la formación de jóvenes talentos en Brasil, país conocido por ser uno de los que mayor calidad y cantidad de futbolistas aportan al fútbol mundial.
- Bolivia: Cuenta con una institución anexa en la ciudad de Cochabamba.
- Chile: Se hace presente en este país sudamericano a través de su escuela en Santiago de Chile con dirección en Enrique Olivares 857, La Florida.
- Perú: Cuenta con tres escuelas de fútbol en el país inca repartidas entre Distrito de San Miguel, Arequipa y Lima.
- Colombia: En el país «cafetero» ostenta 7 escuelas en total, ubicándose una de ellas en Bogotá, tres en la ciudad de Medellín, dos en la ciudad de Bucaramanga y una en Piedecuesta.
- India: Probablemente el destino más exótico de formación de futbolistas, cuenta con tres escuelas en el país asiático ubicadas en la ciudad Bangalore.
- Indonesia: En este país tiene una escuela de fútbol en la ciudad capital de Yakarta.
- Japón: Cuatro escuelas de fútbol, dos en la ciudad de Tokio, y las restantes en Sendagaya y Saitama. Cabe mencionar que las exitosas incursiones del «xeneize» en la Copa Intercontinental en sus ediciones 2000 y 2003, celebradas en el país provocaron un sentimiento de arraigo para con el equipo argentino, a tal punto de que se fundó una fillial en el «país del sol naciente».
- Estados Unidos: El club se hace presente en la nación norteamericana con cinco escuelas de fútbol, ubicándose estas en Freeport, Newark, North Miami Beach, Los Ángeles y Orlando.

## Planteles
Plantel de la Reserva de Boca Juniors en 2024.

## Palmarés

### Torneos nacionales
| Competición                               | Títulos | Subcampeonatos |
| ----------------------------------------- | --- | -------------- |
| Campeonato de divisiones inferiores       | 2013, 2014, 2016 |                |
| Torneo de Reserva (23/0)                  | 1918, 1917, 1919, 1921, 1926, 1928, 1930, 1936, 1937, 1940, 1955, 1956, 1958, 1962, 1967, 1968, 1985, 1991-92, 1997-98, 2006-07, 2007-08, 2009-10, 2011-12, 2021, 2022(Récord) |                |
| Trofeo de Campeones de Reserva (2/0)      | 2021'.2022. |                |
| Copa de Competencia Adolfo Bullrich (2/0) | 1918, 1934. (Récord). |                |
| Campeonato de 4ta División (6/0).         | |                |
| Campeonato 5ta División (19/0)            | 2008, 2014, 2016, 2021 (Récord) |                |
| Campeonato 6ta División (13/0)            | 2007, 2021 (Récord) |                |
| Campeonato 7ta División (15/0)            | 2018 (Récord) |                |
| Campeonato 8ta División (16/0)            | 2014 |                |
| Campeonato 9ta División (16/0)            | 2014 (Récord) |                |

### Torneos internacionales
| Competición                                   | Títulos                          | Subcampeonatos |
| --------------------------------------------- | -------------------------------- | -------------- |
| Copa Juvenil de la FIFA (3/0)                 | 2002, 2010, 2019                 |                |
| Copa Intercontinental Sub-20 (1/0)            | 2023 (Récord compartido)         |                |
| Copa Libertadores Sub-20 (1/0)                | 2023 (Récord compartido)         | 2011           |
| Copa Chivas (1/1)                             | 2007                             | 2016           |
| Tokyo U-14 International Youth Football (4/0) | 2013, 2014, 2016, 2017. (Récord) |                |
| Weifang Cup (2/0)                             | 2018, 2019                       |                |
| Torneo Internazionale U19 Bellinzona (4/0)    | 2000, 2001, 2011, 2012           |                |

## Anexos
| Competiciones nacionales                                                                   | Competiciones internacionales                                                               | Anexos                                                                      | Datos                                                                    |
| ------------------------------------------------------------------------------------------ | ------------------------------------------------------------------------------------------- | --------------------------------------------------------------------------- | ------------------------------------------------------------------------ |
| - Torneo de Reserva - Primera División de Argentina - Copa Argentina - Supercopa Argentina | - Copa Libertadores Sub-20 - Copa Sudamericana - Copa Libertadores - Supercopa Sudamericana | - Presidentes - Entrenadores - Jugadores - Divisiones inferiores - Femenino | - Temporada - Estadísticas - Récords - Superclásico del fútbol argentino |